# Liste der Baudenkmäler in Oettingen in Bayern
Auf dieser Seite sind die Baudenkmäler in der schwäbischen Stadt Oettingen in Bayern zusammengestellt. Diese Tabelle ist eine Teilliste der Liste der Baudenkmäler in Bayern. Grundlage ist die Bayerische Denkmalliste, die auf Basis des Bayerischen Denkmalschutzgesetzes vom 1. Oktober 1973 erstmals erstellt wurde und seither durch das Bayerische Landesamt für Denkmalpflege geführt wird. Die folgenden Angaben ersetzen nicht die rechtsverbindliche Auskunft der Denkmalschutzbehörde.

## Ensemble Altstadt Oettingen

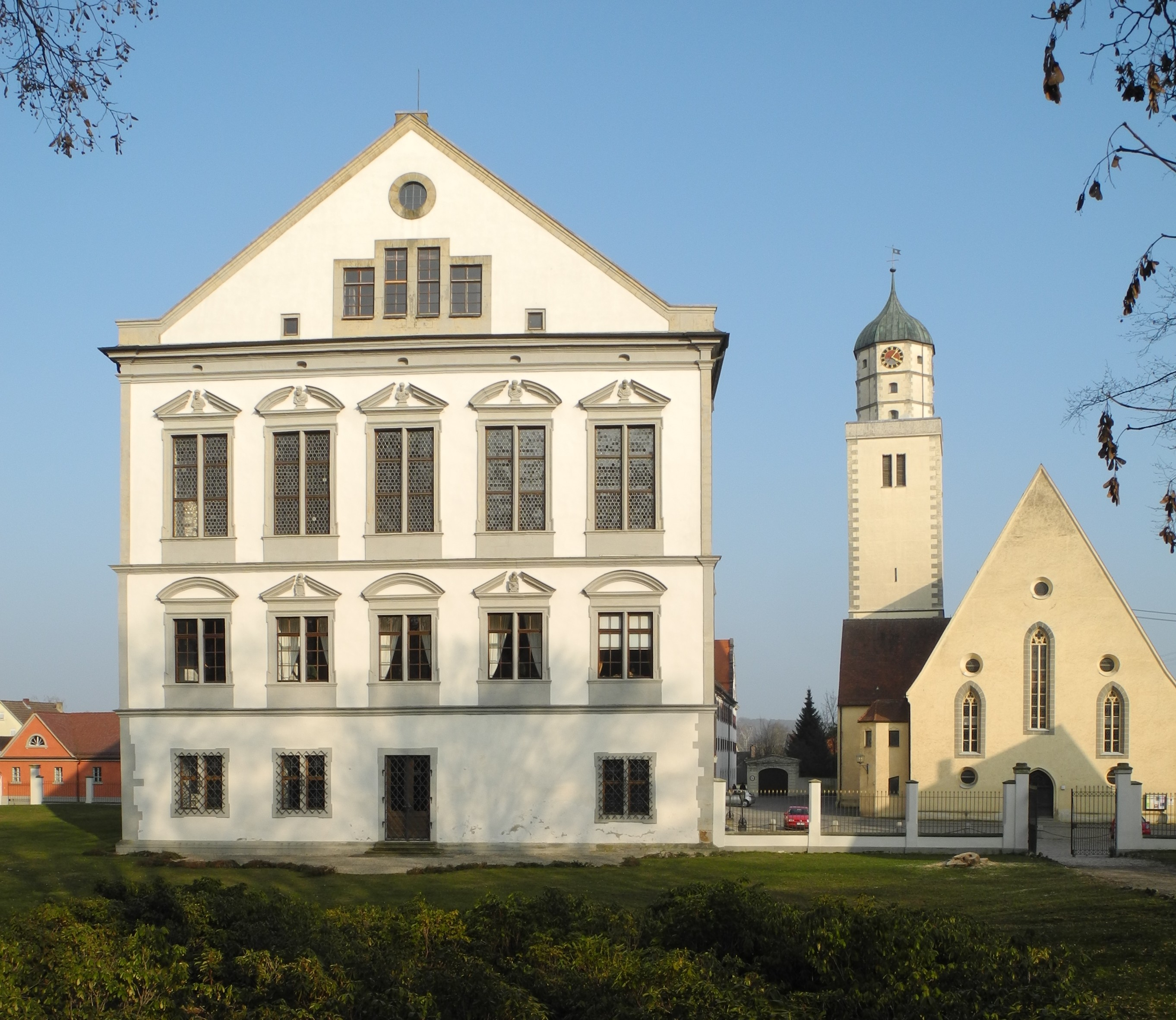
Schloss und St.-Jakobs-Kirche

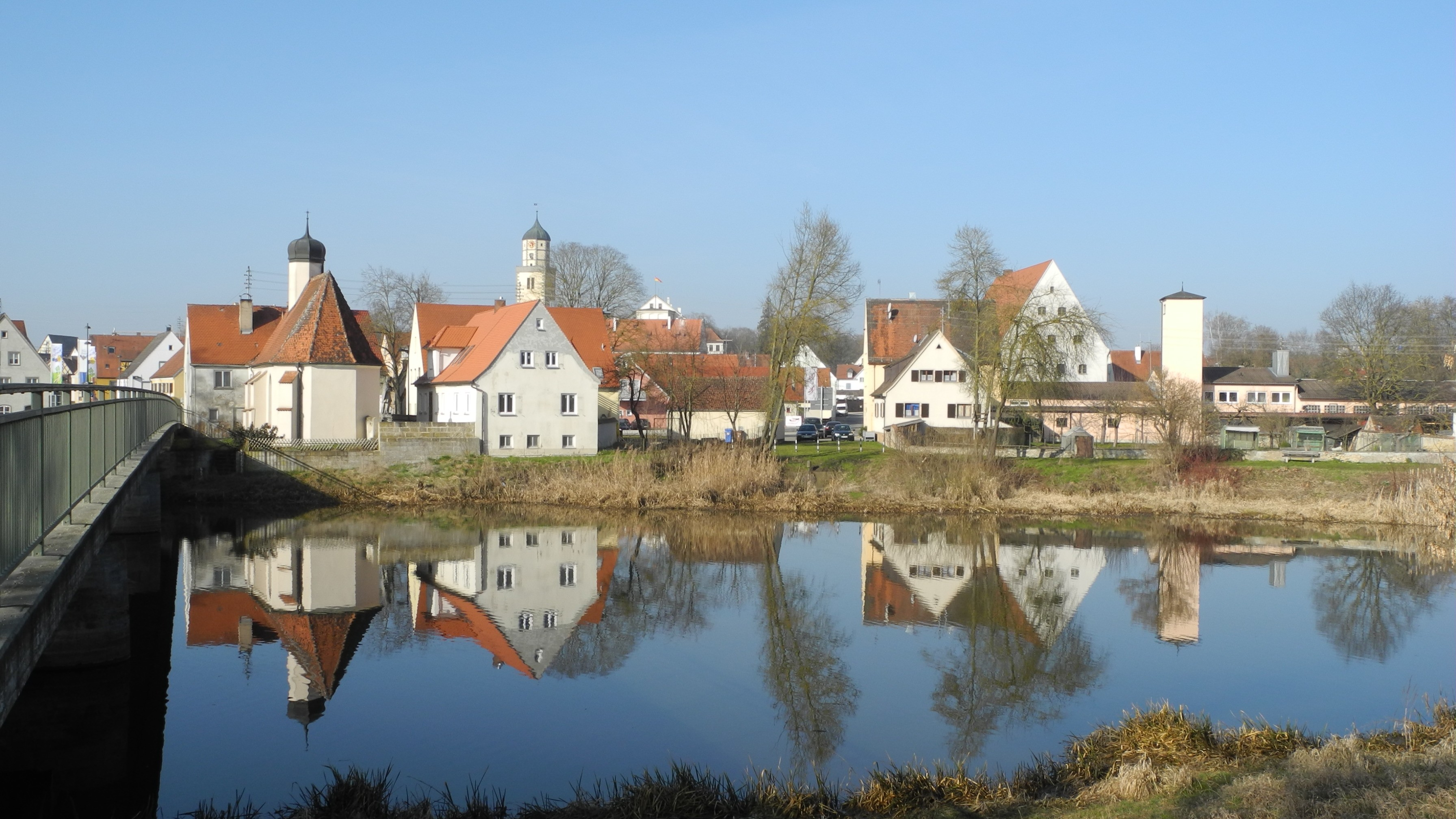
Stadtansicht von Osten, Wörnitz

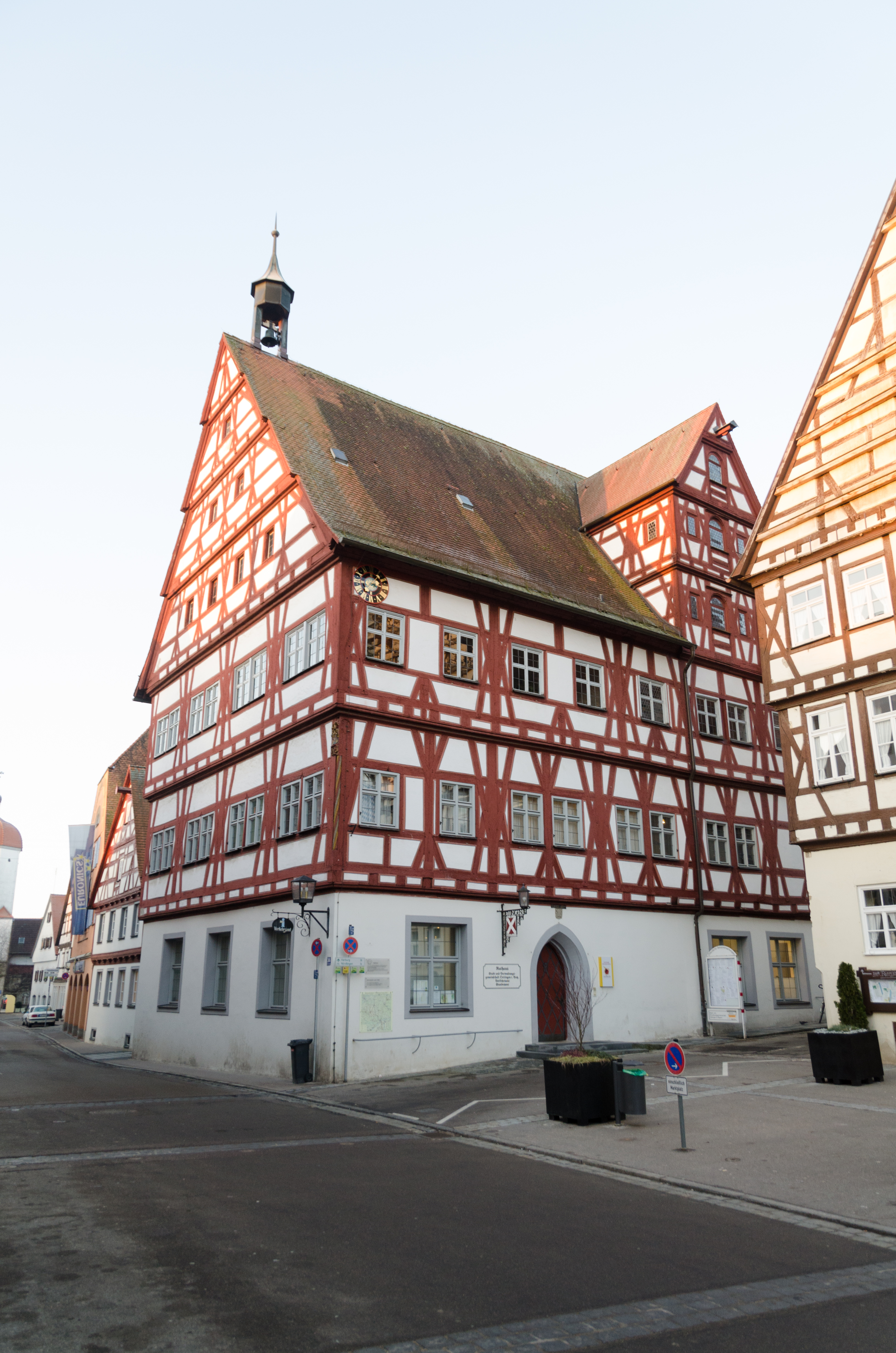
Rathaus

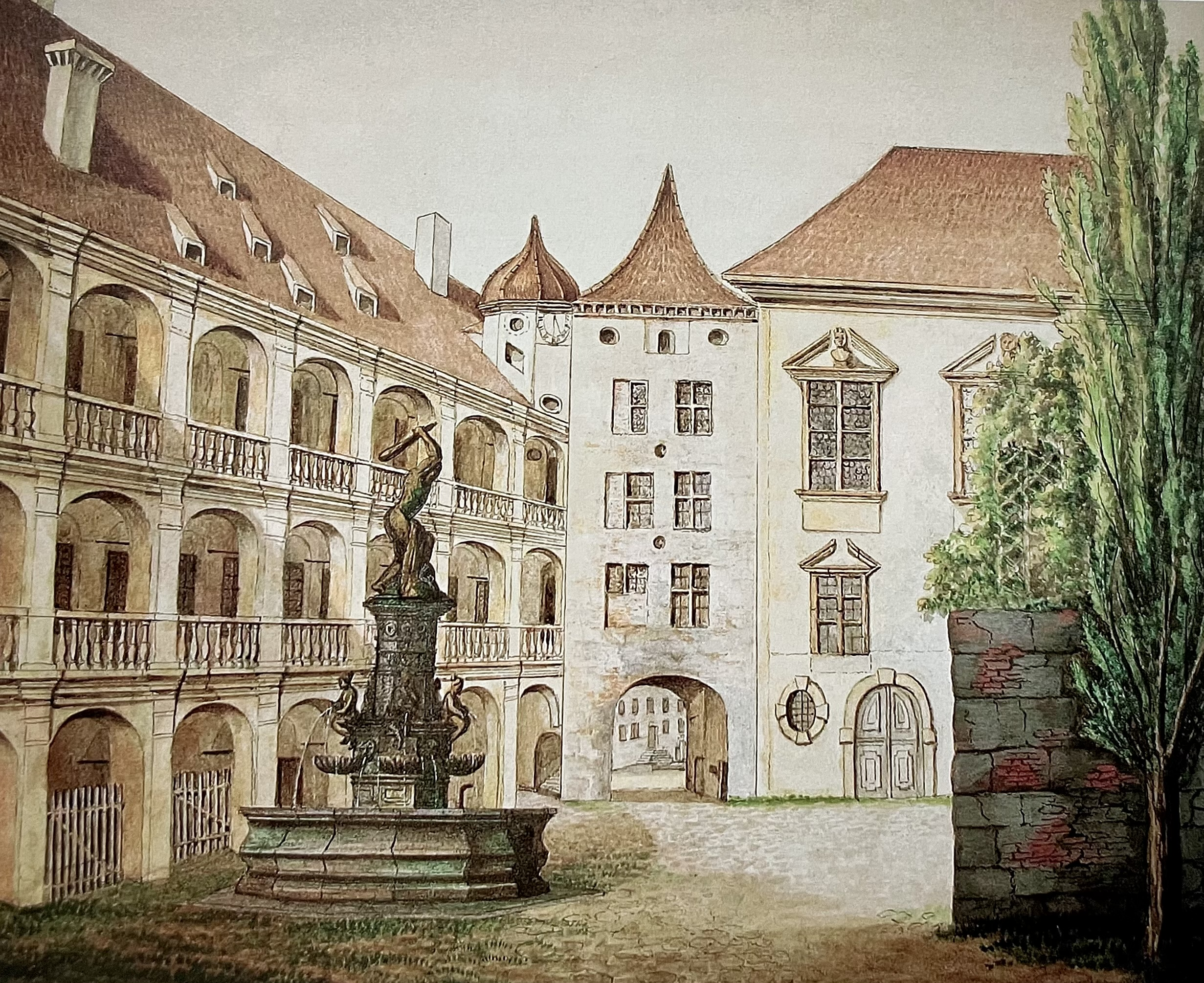
Altes Schloss – Mitte 19. Jh. abgebrochen

Der historische Stadtraum der ehemaligen Residenzstadt Oettingen setzt sich zusammen aus Altstadt, Unterer, Mittlerer und Oberer Vorstadt und bildet innerhalb der weitläufigen Grabenbefestigungen des 18. Jahrhunderts ein Ensemble. Die Umgrenzung ist im Westen durch den Hofgarten, im Süden durch die Verlaufslinie des Augrabens, im Osten durch das Wörnitzufer im Abschnitt vom Krautgarten bis zur Kapelle St. Leonhard, im Norden durch die Bebauung der Mühlstraße gegeben. Oettingen, Gründungsstadt des 13. Jahrhunderts, ist eine spätmittelalterliche Plananlage mit der ehemaligen ganz ummauerten Altstadt und den ehemaligen befestigten Vorstädten.
Der Sitz der Ries-Grafen, die sich seit dem 12. Jahrhundert nach Oettingen nennen, hat den Charakter einer Klein-Residenz bewahrt, wobei das Zentrum mit seiner Ausrichtung auf die weitläufige Schlossanlage eine kleinstädtisch-bürgerliche Bebauung aufweist, eine Mischung aus Fachwerkhäusern des 15./17. Jahrhunderts und barocken Schweifgiebelhäusern des 17. und 18. Jahrhunderts, während sich in der Architektur der Vorstädte eher der Verweis auf Gewerbe und Landwirtschaft findet.
Oettingen liegt an der Stelle, wo die Wörnitz von Norden her in das Ries eintritt, am westlichen Ufer des Flusses. Die Stadt entstand als Neugründung 1257 westlich neben einer älteren Burgsiedlung unter deren Einbeziehung. Vermutlich geht diese auf eine salisch-staufische Anlage des 11. Jahrhunderts zum Schutz des Wörnitzübergangs im Zuge einer Überlandstraße vom Remstal in Schwaben über Nördlingen nach Nürnberg zurück. Stadtherren waren die Grafen von Oettingen seit 1141.
Wohl in der zweiten Hälfte des 12. Jahrhunderts erfolgte die planmäßige Erweiterung durch eine Marktstraße; 1293 wurde die Stadtmauer erwähnt. Der Grundriss des Innenstadtbereichs entspricht annähernd einem Oval. Die unregelmäßige Grundrissstruktur der östlichen Stadthälfte verweist auf den älteren Siedlungskern: aus dem mittelalterlichen Burgflecken entstand das Alte Schloss, ausgebaut im frühen 15. Jahrhundert und Sitz der Linie Oettingen-Oettingen. Die in diesem Jahrhundert erfolgten Teilungen im Hause Oettingen materialisierten sich in der Folgezeit im Stadtbild.
Durch Ausbau der Münzstätte – die Stadt hatte Münzrecht seit 1393 – am Nordende der Marktstraße entstand in der ersten Hälfte des 15. Jahrhunderts der Sitz der Linie Oettingen-Spielberg; der Bau wurde später vergrößert und im 17. und 18. Jahrhundert durch die Errichtung des nach Westen stoßenden Schlossbaues zur Residenz erweitert. Damit hatte die planvoll angelegte Marktstraße im westlichen Teil der Stadt ihre repräsentative Orientierung erhalten. Nach der Hauptlandesverteilung 1555 waren die beiden oettingischen Hauptlinien im Besitz jeweils einer Stadthälfte; ab 1740 gehörte die ganze Stadt wieder dem katholischen Hause Oettingen-Spielberg.
Die zwei Kirchen repräsentieren die beiden Konfessionen: im Bereich des alten Siedlungskerns die katholische Pfarrkirche St. Sebastian, südlich des Neuen Schlosses die evangelisch-lutherische Pfarrkirche St. Jakob. Vor den drei Toren der Innenstadt entstanden die drei Vorstädte. Im Süden vor dem Unteren Tor entwickelte sich in zwei Abschnitten die Untere Vorstadt. Die 1242 genannte Ansiedlung von acht Hofstätten war 1422 mittels eines Torbaues geschützt worden und wurde Ende des 16. Jahrhunderts erweitert. 1764 war die gesamte Untere Vorstadt unter Einbeziehung von größerem Gartengelände mittels Graben und Bastei befestigt, kenntlich durch den Verlauf des Augrabens. Lediglich durch die beiden Verengungen der Königsstraße sind die Standorte der ehemaligen Tore der Unteren Vorstadt markiert. Der älteste Teil der Mittleren Vorstadt lag unmittelbar an der Stadtmauer.
Die Ansiedlung zwischen Schlossbuck und Krautgärten, Stadtmauer und Wörnitz entstand erst 1594. Auch hier gab es Befestigungen durch Wassergraben und Basteien. Das im Kern wohl noch spätmittelalterliche Mittlere Tor ist jetzt von einem Bürgerhaus überbaut. Die Häuser der Oberen Vorstadt wurden 1382 abgebrochen und innerhalb der Stadtmauer wieder aufgebaut. Im 15. Jahrhundert wurde die Obere Vorstadt neu gegründet, war jedoch nie befestigt.
Rückgratachse des Stadtkörpers ist die von Süden nach Norden verlaufende Schloßstraße, eingebunden in die beiden im Kern spätmittelalterlichen Tore, wobei das nördliche Tor als Schlosstor in den Bau des Neuen Schlosses integriert ist und das südliche einen Turmaufbau von 1621 trägt. Die Mitte ist das Langreckteck des Marktes, der sich als Platzerweiterung der Achse anlegt. Dort am südlichen Ende, eingerückt in die Straßenflucht, steht der hochragende Fachwerkbau des Rathauses von 1431. Nördlich trifft die Achse auf das weitläufig angelegte Schloss. Charakteristisches Merkmal der repräsentativen Straßenachse ist ihr architektonischer Ausdruck der Aufteilung in zwei verschiedene Besitzverhältnisse: die westliche Straßenseite ist fast durchgängig mit zwei- bis dreigeschossigen Giebelhäusern bebaut, steil und schmal in den Proportionen, mit offenem oder verputztem Fachwerk, vorkragenden Geschossen, den einfachen Dreiecksgiebel zur Straße stellend, und meist dem 15. bis 17. Jahrhundert angehörend.
Die Ostfront zeigt eine einheitlichere Durchkonzipierung, eine geschlossene Bebauung mit stattlichen barocken Schweifgiebelhäusern, zwei- bis dreigeschossig, aber breiter als die Fachwerkbauten gegenüber. Im Abschnitt zum Schloss hin sind unter den staffelartig versetzten Häusern mehrere ehemalige Amtsgebäude, diesem funktional zugeordnet. Die Putzbauten sind durch repräsentative Putzgliederungen, Bänder und Gesimse meist in Traufhöhe, durch korb- oder segmentbogige steinerne Türgewände optisch wirksam. Als besonderer Bau ist die ehemalige Lateinschule in die Nähe des Schlosses gerückt, dahinter erhebt sich die Pfarrkirche St. Jakob.
Das Straßenbild ist geschlossen und vielfältig zugleich, wesentlich in ihm sind auch die farbig lebhaften Putzanstriche. Die unregelmäßigen Quartiere der östlichen Stadthälfte verweisen mit schlichteren, trotzdem stattlichen, meist zweigeschossigen Giebelbauten, oft mit Aufzugsluken, eher auf gewerbliche Nutzung, so vor allem in der Manggasse. In der Pfarrstraße befinden sich zwei repräsentative Pfarrhäuser.
Den Platz des 1852 abgebrochenen Alten Schlosses nimmt eine Grünanlage ein. Unter den Vorstädten ist die mit am deutlichsten eigenständigem Charakter die Untere. Sie wirkt als Stadtteil für sich, ist mit meist zweigeschossigen barocken Giebelhäusern, Geschäfts- und Handelshäusern, Wirtschaften und Gasthöfen bescheidener architektonisch ausgestattet als die Bauten der Schloßstraße, aber repräsentativer als die gewerblichen Quartiere der östlichen Innenstadt. Die Mittlere Vorstadt ist schon eher durch landwirtschaftliche Einflüsse geprägt, noch mehr die Obere Vorstadt, die mit erd- und zweigeschossigen Giebel- und Traufseithäusern erst geschlossen, dann locker bebaut ist, zu Beginn kleinstädtisch, dann dörflich. Der Westen der Innenstadt wird völlig von dem im englischen Stil angelegten Hofgarten eingenommen; die Führung des ehemaligen Stadtgrabens lässt sich am Holz- und Entengraben für den inneren und im Augraben für den äußeren Ring noch gut verfolgen.
Aktennummer: E-7-79-197-1.

## Stadtbefestigung
Eine bestehende Stadtbefestigung wird gesichert 1294 erwähnt und
wohl Anfang des 16. Jh. im Wesentlichen fertig gestellt, Instandsetzungen bis 1646/47, von der ehemals kompletten Befestigung der inneren Stadt mit drei Toren, Ringmauer, nassem Graben und Wall erhalten sind noch geringe freistehende Reste der inneren Ummauerung im Osten, Süden und Westen, etwa bei Ledergasse 22, 24, und 26, südlich des Zwingers entlang des Entengrabens und des Kupfergäßchens und beidseits des Königstores, westlich der Schloss- und Ringstraße, sowie in der Nordwand des Neuen Schlosses sind die Mauerzüge zumeist überbaut und durch Gebäude verdeckt, von den Stadttoren erhalten sind das Obere Tor oder Schlosstor (Schloßstraße 1), heute in das Neue Schloss einbezogen, das äußere Mittlere Tor (Zwinger 14), heute durch ein Bürgerhaus überbaut und das stattliche Obere Tor oder Königstor (Königsstraße 1); weitgehender Abbruch der Stadtmauer ab 1807 und in der Folgezeit die Gräben aufgefüllt und im Bereich der östlichen und südlichen Stadtmauer in Obstgärten verwandelt. Aktennummer: D-7-79-197-1.

| Lage                      | Objekt                  | Beschreibung | Akten-Nr.                       | Bild           |
| ------------------------- | ----------------------- | --- | ------------------------------- | -------------- |
| Königsstraße 1 (Standort) | Unteres Tor (Königstor) | Vierseitiger Torturm mit spitzbogiger Durchfahrt, hohem Oktogon, Schweifkuppel und Laternenhaube, Unterbau wohl 14. Jahrhundert, Oktogon mit Schweifkuppel 1594 | D-7-79-197-31                   | weitere Bilder |
| Schloßstraße 1 (Standort) | Oberes Tor              | in den Bau des neuen Schlosses einbezogen, im Süden Schießöffnungen in der Schlossfassade, im Erdgeschoss Rest der Toranlage, zweite Hälfte 13. Jahrhundert, bereits als Teil des Vorgängerschlosses im 16. Jahrhundert erneuert, der nördliche Teil ursprünglich Torzwinger, zwischen 1683 und 1723 erhöht, 1723 oberes Geschoss mit Pilaster- und Gesimsgliederung sowie vorgeblendeter Balustrade wohl nach Plan von Johann Christian Lüttich aufgesetzt | D-7-79-197-31 und D-7-79-197-91 | Oberes Tor     |
| Zwinger 13 (Standort)     | Mittleres Tor           | Torhaus mit rundbogiger Durchfahrt, aufgesetztem Ober- und Giebelgeschoss, im Kern mittelalterlich, Überbauung mit einem Wohnhaus in der ersten Hälfte 16. Jahrhundert, 1828 Erweiterung der Durchfahrt | D-7-79-197-136                  | weitere Bilder |

Reste der Stadtmauer im Bereich folgender Grundstücke enthalten bzw. in deren Bauten miteinbezogen (von Norden aus im Uhrzeigersinn):
- Ledergasse 26 (Lage), 24, 22 (Lage), 18 (Lage), 14 (Lage)
- Teil der Umgrenzung vom Bereich des abgebrochenen Alten Schlosses (Lage)
- Klosterplatz 6 und westliches Nebengebäude (Lage)
- Kupfergäßchen 2 (Lage)
- Holzgraben 2 (Lage)
- Schloßstraße 34 (Lage) bis 2 (Lage)

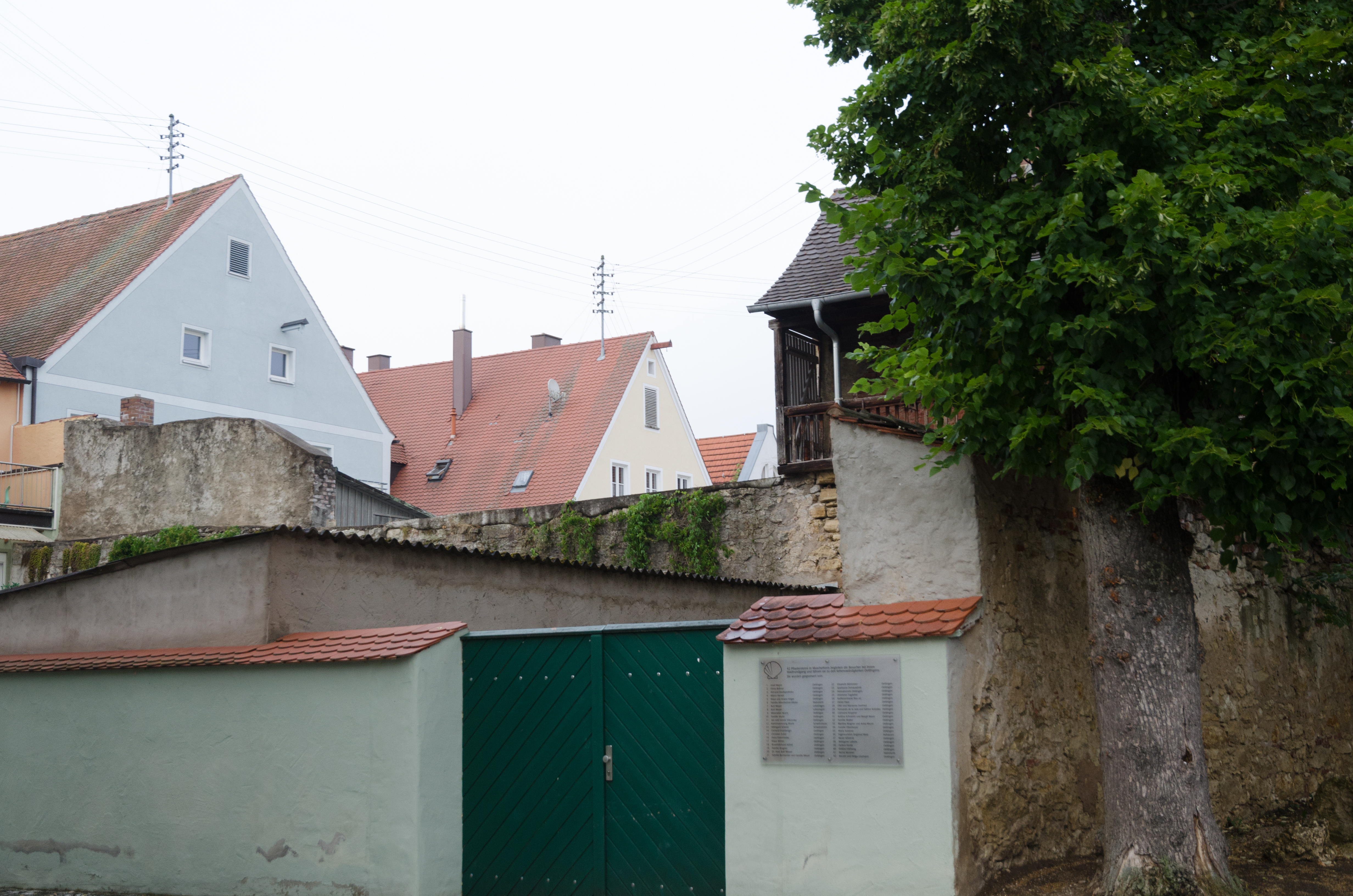
Hofgasse 12
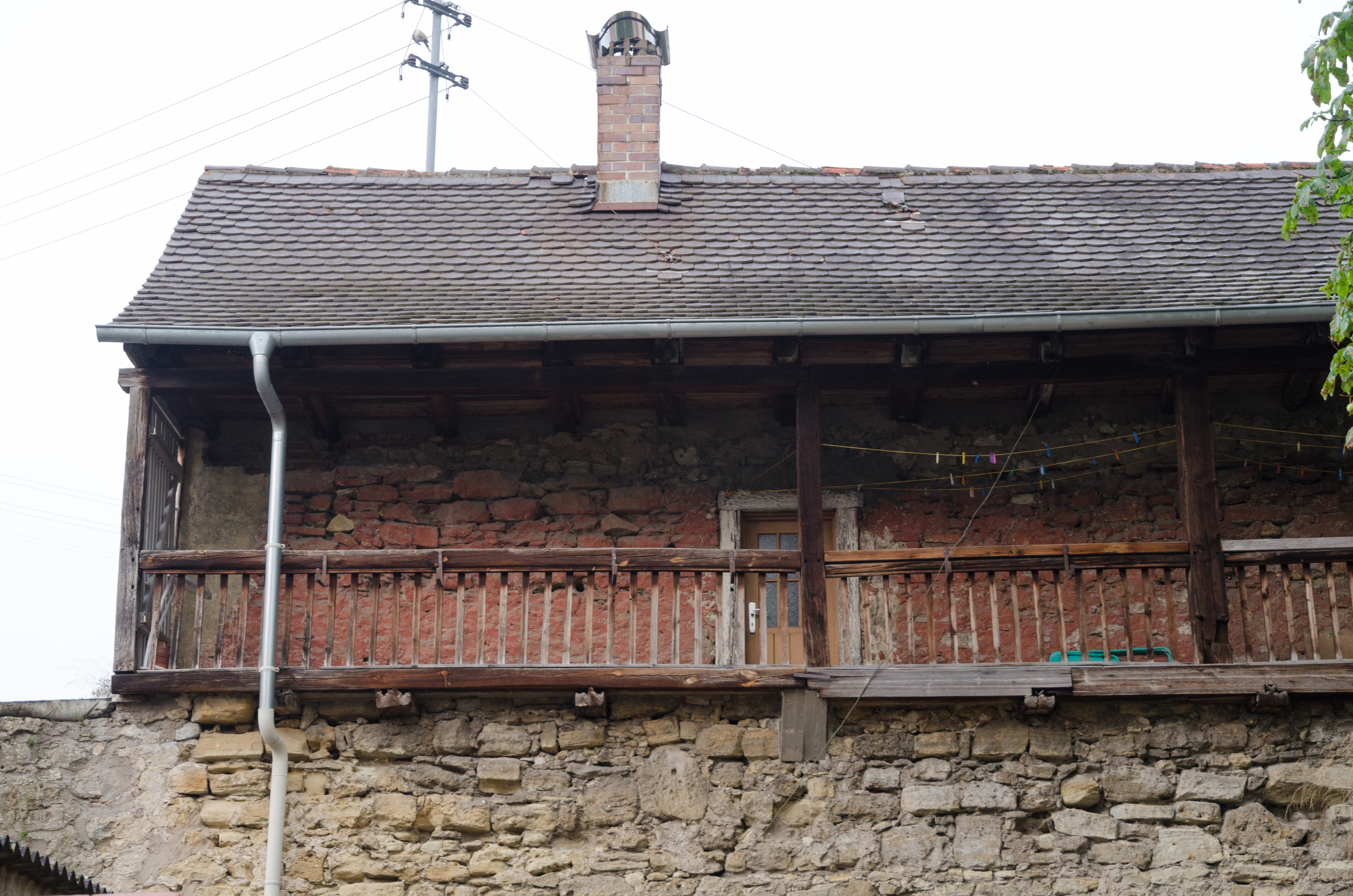
Hofgasse 12
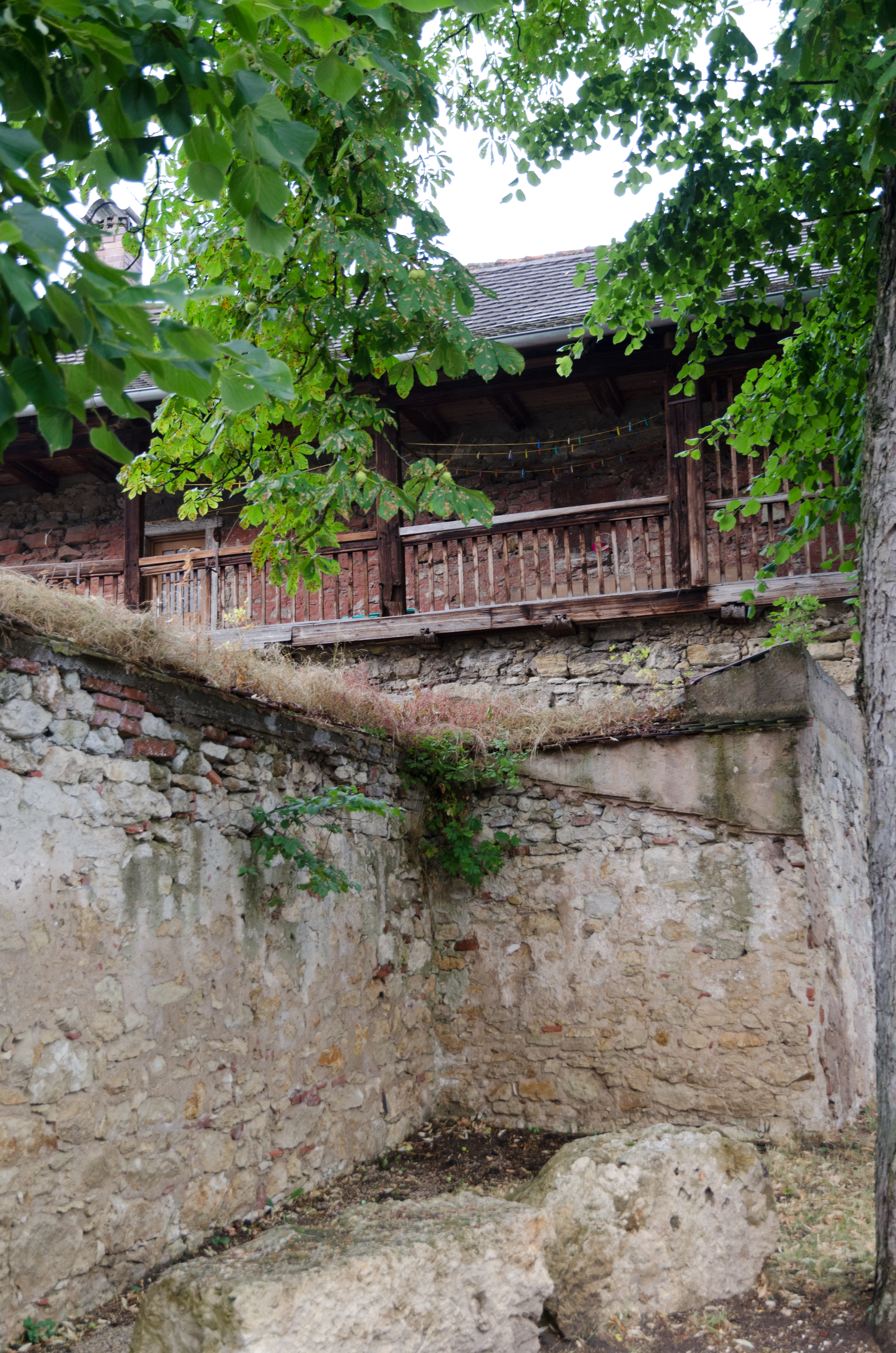
Hofgasse 12
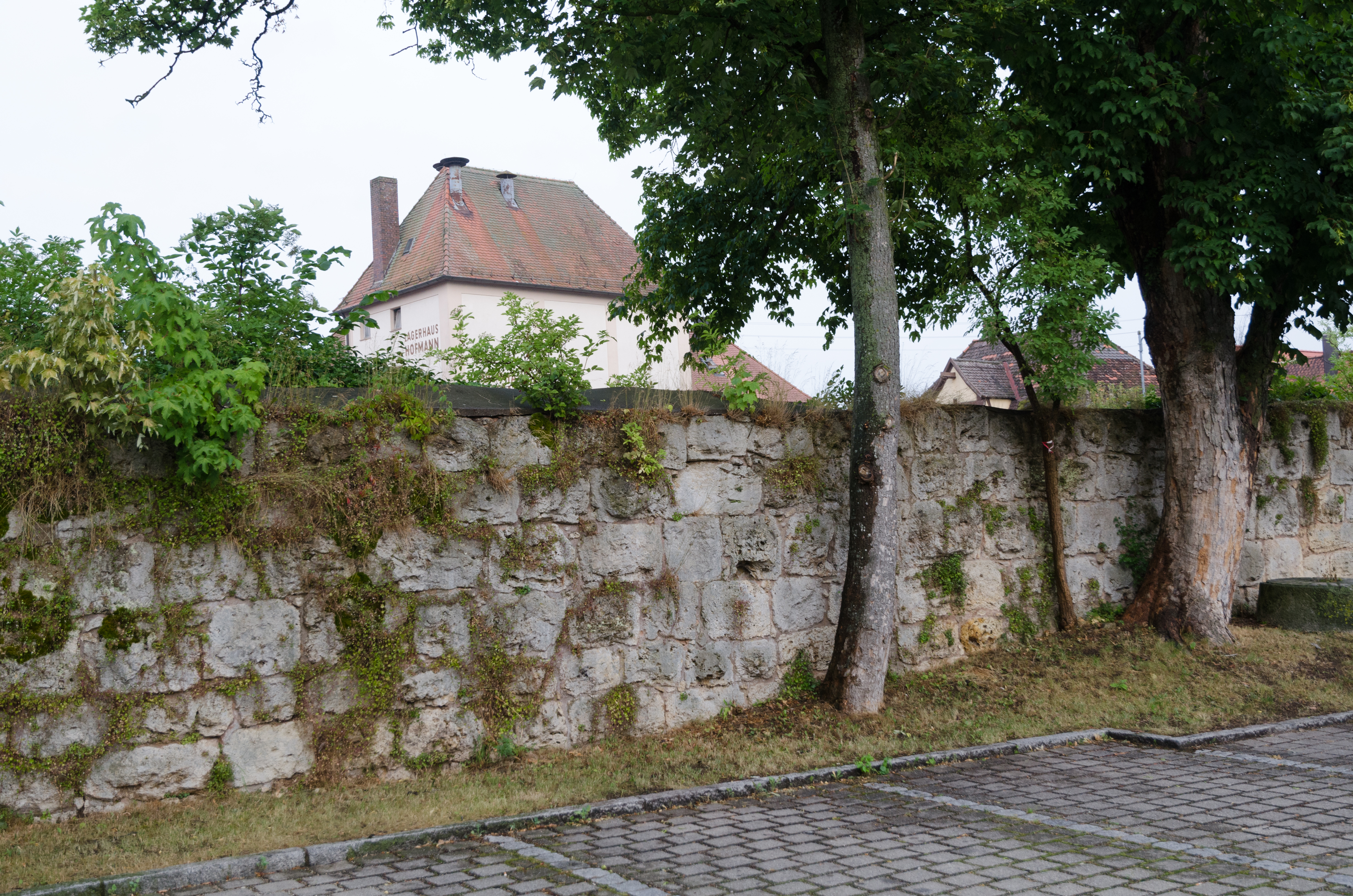
Hofgasse 12
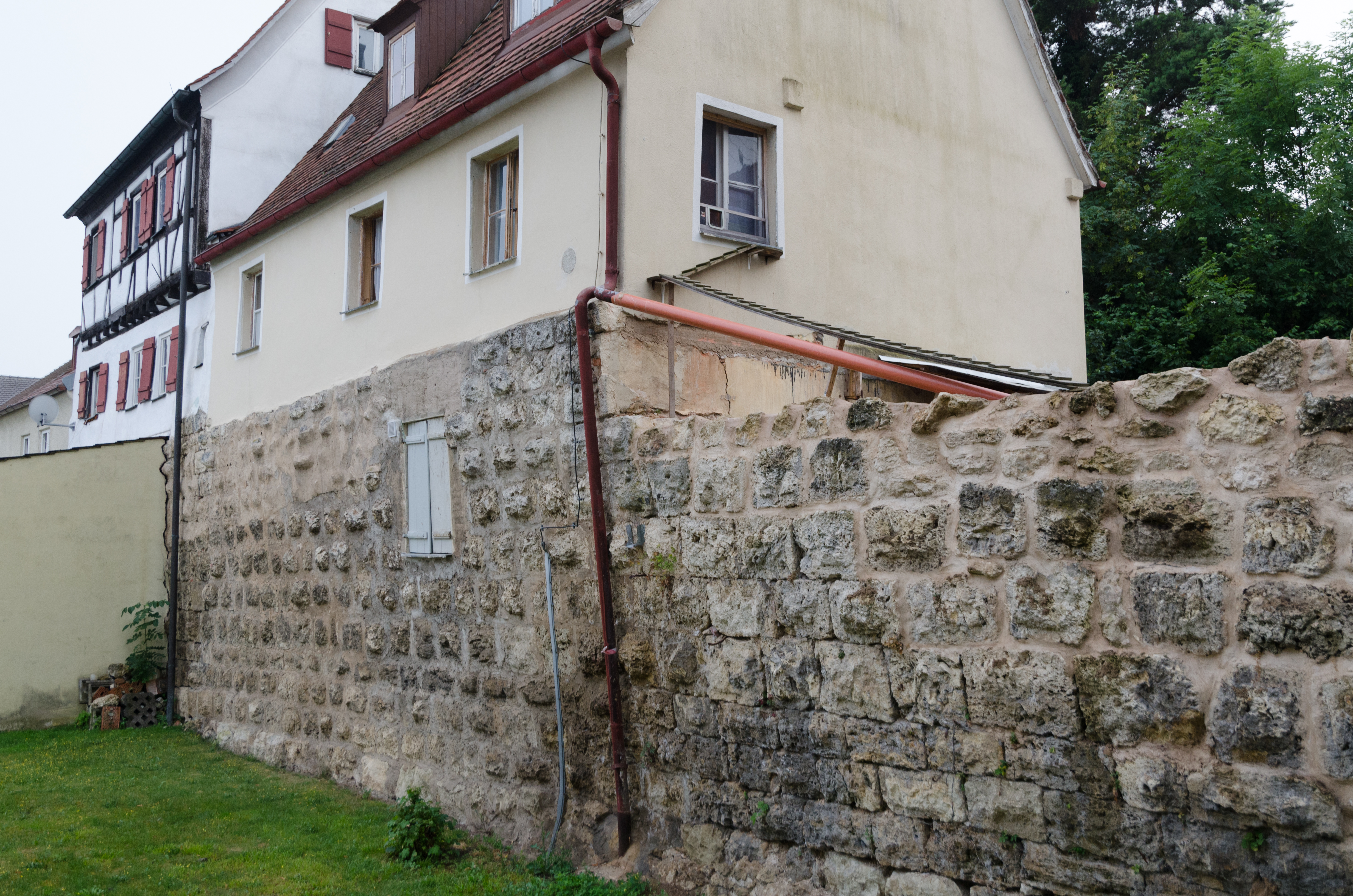
Ledergasse 24, 26
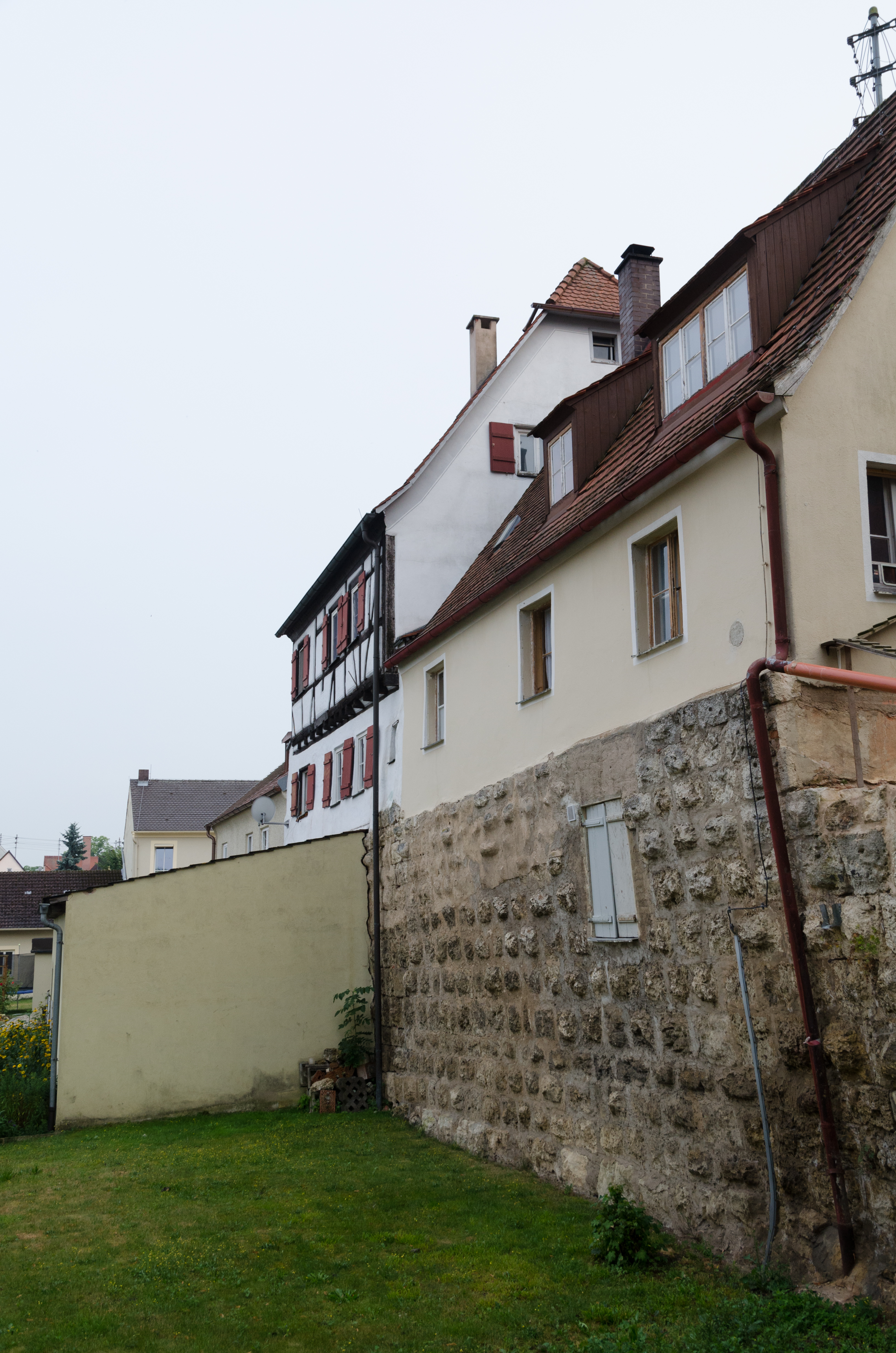
Ledergasse 24, 26

## Baudenkmäler nach Gemeindeteilen

### Oettingen
| Lage                                              | Objekt                                                                        | Beschreibung | Akten-Nr.      | Bild                                                        |
| ------------------------------------------------- | ----------------------------------------------------------------------------- | --- | -------------- | ----------------------------------------------------------- |
| An der Leonhardskapelle 4 (Standort)              | Kapelle St. Leonhard                                                          | Saalbau mit dreiseitigem Schluss, Strebepfeilern und Dachreiter über dem Giebel, 1498–1503 | D-7-79-197-129 | Kapelle St. Leonhard                                        |
| Aurach 2 (Standort)                               | Hausfigur                                                                     | Maria Immaculata, zweites Viertel 18. Jahrhundert, Fassung erneuert | D-7-79-197-2   | weitere Bilder                                              |
| Aurach 3 (Standort)                               | Kleinhaus                                                                     | Zweigeschossiger Satteldachbau in verputztem Fachwerk, im Kern zweite. Hälfte 18. Jahrhundert, nach Norden erweitert | D-7-79-197-3   | Kleinhaus                                                   |
| Nähe Aurach (Standort)                            | Stadel                                                                        | zweigeschossiger Satteldachbau, gemauertes Erdgeschoss mit Toreinfahrten Obergeschoss in Fachwerk, zweite Hälfte 18. Jahrhundert | D-7-79-197-4   | Stadel                                                      |
| Bachgasse 4 (Standort)                            | Ehemals Gartenpavillon                                                        | Zweigeschossiger Bau mit Pyramidendach, Gurtgesimsen und ehem. offener Säulenarkade westlich, um 1800 | D-7-79-197-6   | Ehemals Gartenpavillon                                      |
| Bahnhofstraße 5 (Standort)                        | Wohnhaus                                                                      | Zweigeschossiger Walmdachbau mit Putzrustika im Erdgeschoss, im Kern wohl zweite Hälfte 18. Jahrhundert, um 1830/40 erneuert | D-7-79-197-7   | Wohnhaus                                                    |
| Bahnhofstraße 7 (Standort)                        | Ehemaliges Lehrertöchterheim, jetzt Altenheim                                 | Zweigeschossiger Walmdachbau mit flachem Mittelrisalit mit Balkon, Putzrustika im Erdgeschoss und Gurtgesimsen, im Kern wohl um 1800, 1893 zum Lehrertöchterheim umgestaltet | D-7-79-197-8   | weitere Bilder                                              |
| Bahnhofstraße 17 (Standort)                       | Bahnhofempfangsgebäude                                                        | Dreigeschossiger Satteldachbau mit Zwerchhaus, Gesims- und Quadergliederung sowie angebautem erdgeschossigen Walmdachbau, 1857 | D-7-79-197-152 | Bahnhofempfangsgebäude                                      |
| Brauhausstraße 3 (Standort)                       | Ehemalige Remise                                                              | ein- bzw. zweigeschossiger Walmdachbau in Hanglage über einer in vier Abschnitten tonnengewölbten Kelleranlage, wohl Anfang 19. Jahrhundert | D-7-79-197-10  | Ehemalige Remise                                            |
| Entengraben 1 (Standort)                          | Wohnhaus                                                                      | Zweigeschossiger Satteldachbau mit vorkragendem, verputztem Fachwerkobergeschoss und Anbau nach Westen, 18. Jahrhundert | D-7-79-197-11  | weitere Bilder                                              |
| Entengraben 3 (Standort)                          | Kleinhaus                                                                     | Zweigeschossiger Satteldachbau mit gemauertem Erd- und Ober- wie Giebelgeschoss in Fachwerk, im Kern 16./17. Jahrhundert | D-7-79-197-12  | weitere Bilder                                              |
| Entengraben 30 (Standort)                         | Ehem. Witwenhaus                                                              | Zweigeschossiger Walmdachbau mit Aufzugsgiebel im Frühklassizistischen Barock, Baujahr 1712 der Oberhofmeisterin Maria Barbara von Neuhaus, geb. von Hundt (* 25. Mai 1661, † 1733). | D-7-79-197-13  | weitere Bilder                                              |
| Georg-Friedrich-Steinmeyer-Straße 1 (Standort)    | Wohnhaus                                                                      | Zweigeschossiger Satteldachbau, wohl ausgehendes 18./frühes 19. Jahrhundert | D-7-79-197-14  | Wohnhaus                                                    |
| Georg-Friedrich-Steinmeyer-Straße 3, 5 (Standort) | Ehemalige Steinmeyersche Orgelfabrik                                          | Aus Wohn- und Werkstattgebäuden bestehender Komplex, ab 1850 Firmensitz, die ehemaligen landwirtschaftlichen Gebäude bis 1944 verändert und erweitert - Werkstatt- und Bürogebäude (Lage), zweigeschossiger Satteldachbau mit Gurt- und Giebelgesimsen, im Kern wohl 18. Jahrhundert, Anbau und Aufstockung eines Büros im Norden 1877, 1883 und 1904, südlicher Anbau um 1880 - Orgelsaal, durch Streben gegliederte Werkhalle mit Satteldach und Spitzbogenfenster, in neugotischen Formen errichtet, 1850, 1879 Anbau einer Gießerei, 1886 Kamin der Gießerei, 1902 um ein Joch erweitert; mit Ausstattung - Holzwerkstatt, zweigeschossiger Satteldachbau in Fachwerk mit Ziegelausfachung mit Zwerchhaus und Kranbalken, 1893 - Brunnen, oktogonaler Pfeiler mit neugotischer Filiale und separatem Becken, 2. Hälfte 19. Jahrhundert - Wohnhaus, zweigeschossiger Satteldachbau mit Kranbalken, im Kern 18. Jahrhundert, um 1851 erweitert, 1928 Anbau des Treppenhauses - Hoftor (Lage), mit langstieligen Rankenornamenten, 2. Hälfte 19. Jahrhundert - Metallpfeifenwerkstatt, zweigeschossiger Bau mit Flachdach, 1903 - Magazin, erdgeschossiger Flachdachbau mit Ecklisenen, Gurt- und Traufgesims, 1921 | D-7-79-197-15  | weitere Bilder                                              |
| Hadergasse 3 (Standort)                           | Wohnhaus                                                                      | Zweigeschossiger Satteldachbau mit Schweifgiebel, erste Hälfte 18. Jahrhundert, rückseitig erweitert | D-7-79-197-16  | weitere Bilder                                              |
| Hofgasse 1 (Standort)                             | Wohn- und Geschäftshaus                                                       | Zweigeschossiger Satteldachbau mit Schweifgiebel, Giebelgesimsen, aufgeputzter Eckrustika und Putzrahmen um die Fenster, im Kern vielleicht 16./17. Jahrhundert, Fassade Mitte 18. Jahrhundert, rückseitig erweitert | D-7-79-197-18  | weitere Bilder                                              |
| Hofgasse 3 (Standort)                             | Wohn- und Geschäftshaus                                                       | Zweigeschossiger Satteldachbau mit geschweiftem Volutengiebel, Geschoss- und Giebelgesimsen, erstes Drittel 18. Jahrhundert | D-7-79-197-19  | weitere Bilder                                              |
| Hofgasse 6 (Standort)                             | Wohn- und Geschäftshaus                                                       | Zweigeschossiger Satteldachbau mit flach geschweiftem Giebel, aufgeputzter Eckrustika Geschoss- und Giebelgesimsen, im Kern wohl 18. Jahrhundert, Giebelfassade erstes Drittel 19. Jahrhundert | D-7-79-197-20  | weitere Bilder                                              |
| Hofgasse 7 (Standort)                             | Katholische Pfarrkirche St. Sebastian                                         | Langhaus mit eingezogenem, dreiseitig geschlossenem, über einer Krypta erhöhtem Chor, Strebepfeilern, Westturm mit Ecklisenen und Spitzbogenfriesen und Sakristeianbau im nördlichen Chorwinkel, Chor und Turm bezeichnet 1469/71, Spitzhelm 1486, Neubau von Kirchenschiff und Sakristei durch Friedrich Leitner nach Plänen von Anton von Braunmühl, 1849/51; mit Ausstattung | D-7-79-197-21  | weitere Bilder                                              |
| Hofgasse 10 (Standort)                            | Wohn- und Geschäftshaus                                                       | Zweigeschossiger Satteldachbau mit Gurt- und Giebelgesimsen sowie Ecklisenen im Obergeschoss, wohl Anfang 19. Jahrhundert | D-7-79-197-22  | weitere Bilder                                              |
| Hofgasse 9, 11 (Standort)                         | Wohn- und Geschäftshaus                                                       | Zweigeschossiges Doppelhaus mit Satteldach, verputztem Fachwerkgiebel, Kranbalken und Resten eines Kalkplattendachs, im Kern 17. Jahrhundert, im 19. Jahrhundert verändert | D-7-79-197-23  | weitere Bilder                                              |
| Nähe Hofgasse, Hofgasse 12 (Standort)             | Gruftkapelle des Hauses Öttingen, ehemalige Deutschordens- und Schlosskapelle | Einschiffiger Rechteckbau mit Satteldach, Rundbogenfries und Deutschem Band, Nordturm, klassizistisch erweiterter, gefelderter Westfassade und Grufteinbau mit Schweifkuppel im Süden, Schlosskapelle 1260/70, Turm um 1474 erhöht, 1689, Glockengeschoss und Spitzhelm, 1798 Umbau zur fürstlichen Gruftkapelle und Abbruch des Langhauses, 1912 Grufteinbau; mit Ausstattung - Gruftgarten, im englischen Stil, nach Abbruch des alten Schlosses angelegt, um 1851 - Grabmal für Carl von Oettingen-Spielberg, in Form eines auf einem Helm liegenden Schildes, von Heinrich Philipp Sommer, 1824 | D-7-79-197-24  | weitere Bilder                                              |
| Hofgasse 15 (Standort)                            | Gasthaus                                                                      | Zweigeschossiger Satteldachbau mit Schweifgiebel, Gurt- und Giebelgesimsen, Kranbalken und Aufzugsöffnungen, frühes 18. Jahrhundert, nach Norden erweitert | D-7-79-197-25  | weitere Bilder                                              |
| Holzgraben 4 (Standort)                           | Wohnhaus                                                                      | Zweigeschossiger Satteldachbau mit Obergeschoss in verputztem Fachwerk und Giebelschenkelgesims, Ende 18./frühes 19. Jahrhundert | D-7-79-197-153 | Wohnhaus                                                    |
| Kellerstraße (Standort)                           | Bildstock                                                                     | Auf achtseitigem Pfeiler ein vierseitiges Gehäuse mit Stichbogennischen und Dreiecksgiebel, wohl 16. Jahrhundert | D-7-79-197-138 | Bildstock                                                   |
| Kellerstraße 2 (Standort)                         | Ehemals Friedhofskapelle, jetzt Gefallenengedächtniskapelle                   | neugotischer Blankziegelbau, Saalbau mit Dachreiter über der Giebelfront, eingezogenem dreiseitigen Schluss und Lisenengliederung, 1869; mit Ausstattung | D-7-79-197-26  | Ehemals Friedhofskapelle, jetzt Gefallenengedächtniskapelle |
| Kellerstraße 2 (Standort)                         | Friedhof                                                                      | 1869 eingeweiht, 1900 erweitert | D-7-79-197-26  | Friedhof                                                    |
| Kellerstraße 2 (Standort)                         | Friedhofsmauer                                                                | mit kreuzbekrönten Torpfeilern, 1869, 1900 erweitert | D-7-79-197-26  | Friedhofsmauer                                              |
| Kellerstraße 2 (Standort)                         | Zwei Nebengebäude                                                             | erdgeschossige Walmdachbauten in Blankziegelbauweise mit Hausteinelementen, 1869, der östliche modern erweitert | D-7-79-197-26  | Zwei Nebengebäude                                           |
| Kellerstraße 2 (Standort)                         | Zwei Nebengebäude                                                             | erdgeschossige Walmdachbauten in Blankziegelbauweise mit Hausteinelementen, 1869, westlicher Bau | D-7-79-197-26  | Zwei Nebengebäude                                           |
| Klosterplatz 1 (Standort)                         | Wohnhaus                                                                      | Zweigeschossiger Walmdachbau mit Lisenengliederung, Gurtgesims und Krangaube, erstes Drittel 19. Jahrhundert | D-7-79-197-27  | weitere Bilder                                              |
| Klosterplatz 2 (Standort)                         | Wohn- und Gasthaus                                                            | Zweigeschossiger Satteldachbau, im Kern 16./17. Jahrhundert, 18. Jahrhundert | D-7-79-197-28  | Wohn- und Gasthaus                                          |
| Klosterplatz 5 (Standort)                         | Wohn- und Geschäftshaus                                                       | Zweigeschossiger Walmdachbau mit Eckrustika und Putzband, erstes Drittel 19. Jahrhundert | D-7-79-197-29  | weitere Bilder                                              |
| Klosterplatz 6 (Standort)                         | Wohnhaus                                                                      | Dreigeschossiger Satteldachbau auf winkligem Grundriss mit verputzten, teils vorkragenden Fachwerkobergeschossen, im Kern 16. Jahrhundert | D-7-79-197-30  | Wohnhaus                                                    |
| Königsstraße 2 (Standort)                         | Wohnhaus                                                                      | dreigeschossiger, schmaler Satteldachbau in eckähnlicher Lage mit Fassadengliederung, wohl 17./18. Jahrhundert, unter Einbeziehung der Stadtmauer an diese angebaut | D-7-79-197-166 | weitere Bilder                                              |
| Königsstraße 5 (Standort)                         | Hotel                                                                         | Zweigeschossige Satteldachbauten mit Schweifgiebeln, polygonalen Erkern und Ausleger, durch einen zweigeschossigen Torbau mit korbbogiger Durchfahrt miteinander verbunden, im Kern 18. Jahrhundert, 1905 zu einem Gebäude umgestaltet | D-7-79-197-32  | weitere Bilder                                              |
| Königsstraße 8 (Standort)                         | Wohnhaus                                                                      | Zweigeschossiger Satteldachbau mit offenem Fachwerk im Giebel, im Kern 17. Jahrhundert | D-7-79-197-33  | Wohnhaus                                                    |
| Königsstraße 9 (Standort)                         | Wohn- und Geschäftshaus                                                       | Zweigeschossiger Walmdachbau mit flachem Mittelrisalit mit Dreiecksgiebel und Anbauten nach Westen, im Kern ausgehendes 18. Jahrhundert, Fassade um 1830 | D-7-79-197-34  | weitere Bilder                                              |
| Nähe Hadergasse (Standort)                        | Nebengebäude                                                                  | erdgeschossiger Satteldachbau mit Lisenengliederung und Krangaube, um 1830 | D-7-79-197-34  | BW                                                          |
| Königsstraße 14 (Standort)                        | Gasthof                                                                       | Zweigeschossiger Satteldachbau mit vorkragenden und an der Giebelfront offenen Ober- und Giebelgeschossen in Fachwerk mit geschnitzten Eckpfosten, Aufzugsöffnung und Kranbalken, erste Hälfte 17. Jahrhundert | D-7-79-197-35  | weitere Bilder                                              |
| Königsstraße 15 (Standort)                        | Wohn- und Geschäftshaus                                                       | Zweigeschossiger Satteldachbau mit Schweifgiebel, teils in verputztem Fachwerk, zweites Viertel 18. Jahrhundert | D-7-79-197-36  | weitere Bilder                                              |
| Königsstraße 16 (Standort)                        | Wohn- und Geschäftshaus                                                       | Zweigeschossiger Satteldachbau mit offenem Fachwerk im Giebel mit Kranbalken, zweite Hälfte 18. Jahrhundert | D-7-79-197-37  | weitere Bilder                                              |
| Königsstraße 18 (Standort)                        | Gasthaus                                                                      | Zweigeschossiger Satteldachbau mit an der Straßenfront offenem Fachwerk in Ober- und Giebelgeschoss, im Kern zweite Hälfte 18. Jahrhundert | D-7-79-197-38  | weitere Bilder                                              |
| Königsstraße 19 (Standort)                        | Wohn- und Geschäftshaus                                                       | Zweigeschossiger Satteldachbau mit Schweifgiebel und unverputztem Fachwerk an den Längsseiten, erste Hälfte 18. Jahrhundert | D-7-79-197-39  | weitere Bilder                                              |
| Königsstraße 20 (Standort)                        | Wohn- und Geschäftshaus                                                       | Zweigeschossiger Satteldachbau mit Schweifgiebel, im Kern 18. Jahrhundert, im 19./20. Jahrhundert rückseitig erweitert | D-7-79-197-40  | weitere Bilder                                              |
| Königsstraße 21 (Standort)                        | Wohn- und Geschäftshaus                                                       | Zweigeschossiger Satteldachbau mit Schweifgiebel und Giebelgesimsen, 18. Jahrhundert | D-7-79-197-41  | weitere Bilder                                              |
| Königsstraße 22 (Standort)                        | Wohnhaus                                                                      | Zweigeschossiger Satteldachbau mit Schweifgiebel mit Giebelgesimsen und teils offenem Fachwerk in Ober- und Giebelgeschoss, Ende 17. Jahrhundert, rückseitig erweitert | D-7-79-197-42  | weitere Bilder                                              |
| Königsstraße 25 (Standort)                        | Wohnhaus                                                                      | Zweigeschossiger Satteldachbau mit Schweifgiebeln und Kranbalken, zweites Viertel 18. Jahrhundert | D-7-79-197-44  | weitere Bilder                                              |
| Königsstraße 27 a, 27 b, 27 c (Standort)          | Wohnhaus                                                                      | Zweigeschossiger Satteldachbau mit gemauertem Erdgeschoss, Ober- und Giebelgeschoss in teils verputztem Fachwerk, im Kern zweite Hälfte 17. Jahrhundert | D-7-79-197-45  | weitere Bilder                                              |
| Kupfergäßchen 2 (Standort)                        | Ehemaliges Reithaus                                                           | Zweigeschossiger Walmdachbau mit flachen Wandvorlagen, im Obergeschoss teils offenes Fachwerk, Südwand unter Einbeziehung der hochmittelalterlichen Stadtmauer, 1679 (dendro.dat.), um 1817 und nochmals 1903 verändert. Beim Luftangriff „Operation Clarion“ am 23. Februar 1945 wurde das Gebäude schwer getroffen, wobei etwa die Hälfte des Westflügels zerstört wurde. Das Gebäude wurde nach Kriegsende in verkürzter Form wieder aufgebaut. | D-7-79-197-86  | weitere Bilder                                              |
| Ledergasse 1 (Standort)                           | Wohnhaus                                                                      | Zweigeschossiger Satteldachbau mit geschweiftem Volutengiebel, Gurt- und Giebelgesims sowie mit Figurennische und Hausfigur Maria mit Kind, erstes Drittel 18. Jahrhundert | D-7-79-197-48  | weitere Bilder                                              |
| Ledergasse 2 (Standort)                           | Wohnhaus, ehemaliges Wohnwirtschaftsgebäude                                   | Zweigeschossiger Satteldachbau mit Schweifgiebel, Kranbalken und rückseitig im Osten vorkragendem Stadelteil in Fachwerk mit Flechtwänden, Mitte 18. Jahrhundert | D-7-79-197-49  | weitere Bilder                                              |
| Ledergasse 3 (Standort)                           | Wohn- und Geschäftshaus                                                       | Zweigeschossiger Satteldachbau mit aufgeputzter Eckquaderung, Giebelgesimsen und Putzrahmen um die Fenster, Obergeschoss wohl in verputztem Fachwerk, 18. Jahrhundert, Fassade im 19. Jahrhundert erneuert | D-7-79-197-50  | weitere Bilder                                              |
| Ledergasse 4 (Standort)                           | Wohnhaus                                                                      | Zweigeschossiger Satteldachbau mit Schweifgiebel, um 1730/40 | D-7-79-197-51  | weitere Bilder                                              |
| Ledergasse 6 (Standort)                           | Wohnhaus                                                                      | Zweigeschossiger Satteldachbau mit Schweifgiebel und Giebelgesimsen, erste Hälfte 18. Jahrhundert | D-7-79-197-52  | weitere Bilder                                              |
| Ledergasse 8 (Standort)                           | Wohnhaus                                                                      | Zweigeschossiger Satteldachbau mit Schweifgiebel, Giebelgesimsen und traufseitigem konstruktiven Fachwerk, im Kern wohl zweite Hälfte 17. Jahrhundert, Giebelfassade ausgehendes 17./erstes Drittel 18. Jahrhundert | D-7-79-197-53  | weitere Bilder                                              |
| Ledergasse 17 (Standort)                          | Wohnhaus                                                                      | Dreigeschossiger Satteldachbau mit jeweils vorkragenden, verputzten Fachwerkgeschossen, im Kern 16. Jahrhundert | D-7-79-197-54  | weitere Bilder                                              |
| Ledergasse 18, 20 (Standort)                      | Katholisches Waisenhaus                                                       | Gründerzeitliches dreigeschossiges Eckhaus mit Halbwalmdach, Giebelgesims, Putzrahmen um Portal und Fenster sowie mit neuklassizistischem zweigeschossigen Anbau mit Satteldach, Putzrustika im Erdgeschoss, Putzbändern und -ornamenten, als Waisenhaus, Mädchenschule und Kleinkinderbewahranstalt errichtet, 1870 f., Anfang 20. Jahrhundert Erweiterungsbau im Süden | D-7-79-197-55  | weitere Bilder                                              |
| Ledergasse 21 (Standort)                          | Wohnhaus                                                                      | Dreigeschossiger Satteldachbau mit vorkragenden, zum Teil verputzten Fachwerkgeschossen mit geschnitzten Eckpfosten, Konsolenfriesen und mit Krangaube, Ende 17. Jahrhundert | D-7-79-197-56  | weitere Bilder                                              |
| Ledergasse 24 (Standort)                          | Wohnhaus                                                                      | Dreigeschossiger Bau mit Schopfwalmdach, Aufzugsgiebel sowie mit jeweils vorkragenden, verputzten Fachwerkgeschossen mit überbauter spätmittelalterlicher Stadtmauer. Im Kern zweite Hälfte 16. Jahrhundert. Ehemals Mesnerhaus. | D-7-79-197-57  | weitere Bilder                                              |
| Ledergasse 25 (Standort)                          | Wohnhaus                                                                      | Zweigeschossiger Satteldachbau mit jeweils vorkragenden Ober- und Giebelgeschossen in teils offenem Fachwerk, erste Hälfte 18. Jahrhundert | D-7-79-197-58  | weitere Bilder                                              |
| Ledergasse 26 (Standort)                          | Wohnhaus                                                                      | Zweigeschossiger Satteldachbau mit stark vorkragendem Obergeschoss in verputztem Fachwerk, mit überbauter spätmittelalterlicher Stadtmauer, erste Hälfte 17. Jahrhundert bezeichnet 1621? | D-7-79-197-155 | weitere Bilder                                              |
| Manggasse 2 (Standort)                            | Gasthaus                                                                      | Zweigeschossiger Satteldachbau mit Schweifgiebel und Kranbalken, Anfang 18. Jahrhundert | D-7-79-197-59  | Gasthaus                                                    |
| Manggasse 3 (Standort)                            | Wohnhaus                                                                      | Dreigeschossiger Satteldachbau mit Schweifgiebel, Geschoss- und Giebelgesimsen sowie Kranbalken, erstes Viertel 18. Jahrhundert | D-7-79-197-60  | weitere Bilder                                              |
| Manggasse 5 (Standort)                            | Wohnhaus                                                                      | Zweigeschossiger Satteldachbau mit Schweifgiebel, nach Mitte 18. Jahrhundert | D-7-79-197-61  | weitere Bilder                                              |
| Manggasse 6 (Standort)                            | Wohnhaus, Kleinsthaus                                                         | Schmales zweigeschossiges Kleinsthaus mit Satteldach und Zierfachwerk im Giebel, erste Hälfte 18. Jahrhundert | D-7-79-197-62  | weitere Bilder                                              |
| Manggasse 8 (Standort)                            | Wohnhaus                                                                      | Zweigeschossiger Satteldachbau mit aufgeputzter Eckrustika, vorkragendem Fachwerkgiebel und Kranbalken, erste Hälfte 18. Jahrhundert, Putzfassade 19. Jahrhundert | D-7-79-197-63  | weitere Bilder                                              |
| Manggasse 9 (Standort)                            | Wohnhaus                                                                      | Schmaler dreigeschossiger Satteldachbau mit vorkragendem Ober- und Giebelgeschoss und traufseitig verputztem Fachwerk, im Kern 17. Jahrhundert | D-7-79-197-64  | weitere Bilder                                              |
| Manggasse 11 (Standort)                           | Wohnhaus                                                                      | Schmaler dreigeschossiger Satteldachbau mit vorgeblendeter, hoch aufgeführter Fassade mit Dreiecksgiebel, im Kern wohl 17. Jahrhundert, Giebelfassade wohl zumindest im oberen Bereich modern | D-7-79-197-66  | weitere Bilder                                              |
| Manggasse 12 (Standort)                           | Wohnhaus                                                                      | Zweigeschossiger Satteldachbau mit im Giebelgeschoss offenem Fachwerk und Kranbalken, im Kern 16. Jahrhundert, im 20. Jahrhundert stark überformt | D-7-79-197-67  | weitere Bilder                                              |
| Manggasse 16 (Standort)                           | Wohnhaus, Kleinsthaus                                                         | Erdgeschossiger Bau mit Mansardsatteldach, zweites Viertel 19. Jahrhundert | D-7-79-197-68  | Wohnhaus, Kleinsthaus                                       |
| Manggasse 20 (Standort)                           | Ehemalige Schule                                                              | Freistehender Walmdachbau mit übergiebeltem Mittelrisalit und reicher, neuklassizistischer Gliederung mit Putzrustika im Erdgeschoss, Ecklisenen im Obergeschoss, Putzrahmen, Brüstungsfeldern und Fensterumrandungen, rückseitig ein erdgeschossiger Anbau, drittes Viertel 19. Jahrhundert | D-7-79-197-69  | weitere Bilder                                              |
| Manggasse 25 (Standort)                           | Wohn- und Geschäftshaus                                                       | Dreigeschossiger Satteldachbau mit Geschossgesimsen und Obergeschoss wie Giebel in verputztem Fachwerk, 17./18. Jahrhundert, Erdgeschoss modern überformt | D-7-79-197-70  | weitere Bilder                                              |
| Mühlstraße 2 (Standort)                           | Gasthaus                                                                      | Zweigeschossiger Satteldachbau mit Schweifgiebel und Ausleger, erste Hälfte 18. Jahrhundert, nördlicher Anbau im 19./20. Jahrhundert erweitert | D-7-79-197-71  | weitere Bilder                                              |
| Mühlstraße 4 (Standort)                           | Ehemals evangelisch-lutherische Kinderheim, jetzt Behindertenheim             | Zweigeschossiger Satteldachbau mit Schweifgiebel, Krangaube und Lisenengliederung im Norden, 1. Hälfte 18. Jahrhundert, 1863 zur Kinderpflegeanstalt umgestaltet, dabei wohl auch Stuckgliederung | D-7-79-197-72  | weitere Bilder                                              |
| Mühlstraße 6 (Standort)                           | Behindertenheim                                                               | zweigeschossiger Bau auf winkligem Grundriss mit Sattel- und Walmdächern, Schweifgiebeln und Treppenturm, südlicher Teil wohl im Kern 18. Jahrhundert, um 1900 in neubarocken Formen erweitert | D-7-79-197-72  | Behindertenheim                                             |
| Mühlstraße 6 (Standort)                           | Nebengebäude                                                                  | erdgeschossiger Satteldachbau, um 1863 | D-7-79-197-72  | Nebengebäude                                                |
| Mühlstraße 6 (Standort)                           | Hoftor                                                                        | schmiedeeisernes ornamentiertes Hoftor zwischen Torpfeilern, um 1900 | D-7-79-197-72  | Hoftor                                                      |
| Mühlstraße 43 (Standort)                          | Ehemaliges Gasthaus                                                           | Zweigeschossiger Satteldachbau mit Freitreppe im Süden, 18. Jahrhundert | D-7-79-197-154 | Ehemaliges Gasthaus                                         |
| Mühlstraße 44 (Standort)                          | Jüdischer Friedhof                                                            | Auf annähernd rechteckiger, nach Osten sanft abfallendem Gelände, mit Grabsteinen von 1850 bis 1942, 1850 angelegt Friedhofsmauer, 1850 Ehemaliges Tahara-Haus mit Armenwohnung, erdgeschossiger Satteldachbau mit Trauf- und Giebelschenkelgesimsen, 1850, nach 1945 zum Wohnhaus für den Friedhofspfleger umgebaut | D-7-79-197-73  | weitere Bilder                                              |
| Nördlinger Straße 6 (Standort)                    | Ehemaliges Waisenhaus, jetzt Wohnhaus                                         | Zweigeschossiger Walmdachbau mit Dachreiter und kleinem Zwerchhaus mit Kranbalken sowie erdgeschossigem Anbau nach Nordwesten, 1714. 1694 als Spital gegründet und 1718 erweitert. Stadel, Satteldachbau mit segmentbogiger Toreinfahrt, wohl Mitte 19. Jahrhundert | D-7-79-197-74  | weitere Bilder                                              |
| Oberer Mühlbach (Standort)                        | Kalvarienberg                                                                 | Kapellenartiges Gebäude mit drei Arkaden und drei korbbogigen Blendnischen darüber, Ende 17. Jahrhundert; mit Ausstattung | D-7-79-197-139 | Kalvarienberg                                               |
| Pfarrgasse 1 (Standort)                           | Evangelisch-lutherisches Dekanat und Pfarramt                                 | Zweigeschossiger Satteldachbau mit Schweifgiebel und Dreiecksabschluss, erste Hälfte 18. Jahrhundert | D-7-79-197-75  | weitere Bilder                                              |
| Pfarrgasse 1 (Standort)                           | Hoftor                                                                        | mit korbbogiger, von gebänderten Pilastern und Dreiecksgiebel umrahmter Durchfahrt, erste Hälfte 18. Jahrhundert | D-7-79-197-75  | Hoftor                                                      |
| Pfarrgasse 3 (Standort)                           | Evangelisch-Lutherisches Pfarramt                                             | Zweigeschossiger Satteldachbau mit übergiebeltem Zwerchhaus im Süden und aufgeputztem Stufenfries am Westgiebel, im Kern 14./15. Jahrhundert die ehemalige Friedhofskapelle, Mitte 19. Jahrhundert erneuert | D-7-79-197-76  | weitere Bilder                                              |
| Pfarrgasse 7 (Standort)                           | Ehemaliges Jesuitenkloster, jetzt Wohn- und Geschäftshaus                     | Zweigeschossiger Satteldachbau mit verputztem Fachwerk in Obergeschoss und Giebel, östlicher Mauerteil mit mehreren Epitaphien des 17./18. Jahrhundert, im Kern zweite Hälfte 17. Jahrhundert, 1980/81 nach barockem Befund verändert; mit Ausstattung | D-7-79-197-77  | weitere Bilder                                              |
| Pfarrgasse 8 (Standort)                           | Wohnhaus                                                                      | Zweigeschossiger Satteldachbau mit Schweifgiebel, Geschoss- und Giebelgesimsen, 18. Jahrhundert | D-7-79-197-78  | weitere Bilder                                              |
| Pfarrgasse 10 (Standort)                          | Katholisches Pfarrhaus                                                        | Zweigeschossiger Walmdachbau mit abgerundeten Ecken, Lisenengliederung, über Eingang und Toreinfahrt durchbrochenem Bandgesims, Putzrahmen mit Kragstein um die Fenster, Freitreppe und Toreinfahrt im Osten sowie mit barocker Hausfigur Maria Immaculata, von Johann Christoph, Lüttich, 1725 | D-7-79-197-79  | weitere Bilder                                              |
| Pfarrgasse 11 (Standort)                          | Wohnhaus                                                                      | Zweigeschossiger Satteldachbau mit im Norden und Südgiebel offenem Fachwerk und Aufzugsöffnung, „1593“ (bezeichnet), östlicher Anbau wohl 19. Jahrhundert | D-7-79-197-80  | weitere Bilder                                              |
| Pfarrgasse 11 (Standort)                          | Nebengebäude                                                                  | um 1800 | D-7-79-197-80  | weitere Bilder                                              |
| Pfarrgasse 13 (Standort)                          | Wohn- und Geschäftshaus                                                       | Zweigeschossiger Satteldachbau mit Schweifgiebel, im Kern 1738 | D-7-79-197-81  | weitere Bilder                                              |
| Pfarrgasse 13 (Standort)                          | Toreinfahrt                                                                   | Pfeiler mit Vasenaufsätzen, 18. Jahrhundert | D-7-79-197-81  | weitere Bilder                                              |
| Pfarrgasse 14 (Standort)                          | Wohnhaus                                                                      | Zweigeschossiger Bau mit asymmetrischem Satteldach, aufgeputztem Zahnschnittfries am Giebel und Kranvorrichtung, zweites Viertel 19. Jahrhundert | D-7-79-197-82  | weitere Bilder                                              |
| Pfarrgasse 15 (Standort)                          | Wohnhaus                                                                      | Neubarocker, dreigeschossiger Satteldachbau mit sich über die gesamte Straßenfront erstreckendem Zwerchhaus mit Schweifgiebel, im Kern 18. Jahrhundert, rückseitig erweitert | D-7-79-197-83  | weitere Bilder                                              |
| Pfarrgasse 16 (Standort)                          | Wohnhaus, ehemaliges Handwerkerhaus                                           | Zweigeschossiger Satteldachbau mit nördlichem Anbau mit Satteldach, offenem Fachwerk in Ober- und Giebelgeschoss und Aufzugsluke, im Kern 17./18. Jahrhundert, wohl im 19. Jahrhundert verändert | D-7-79-197-84  | weitere Bilder                                              |
| Reithausgasse 6 (Standort)                        | Wohnhaus und ehemaliger Ökonomiebau                                           | dreigeschossiger Bau mit Halbwalmdach, Krangaube mit Kranvorrichtung und stichbogiger Tordurchfahrt, wohl 17. Jahrhundert | D-7-79-197-86  | weitere Bilder                                              |
| Ringgasse 2 (Standort)                            | Wohnhaus                                                                      | Dreigeschossiger Satteldachbau mit Schweifgiebel, Giebelgesimsen und Eintiefung für den Kranbalken, frühes 18. Jahrhundert, im 20. Jahrhundert verändert | D-7-79-197-87  | weitere Bilder                                              |
| Ringgasse 4 (Standort)                            | Wohnhaus                                                                      | Dreigeschossiger Satteldachbau mit Aufzugsöffnung und im Osten offenem Fachwerk, erste Hälfte 18. Jahrhundert | D-7-79-197-88  | weitere Bilder                                              |
| Schloßbuck (Standort)                             | Stadel                                                                        | winkelförmiger Satteldachbau mit gemauertem Erdgeschoss, Ober- wie Giebelgeschoss in Fachwerk, 2. Hälfte 18. Jahrhundert | D-7-79-197-90  | Stadel                                                      |
| Schloßbuck 2 (Standort)                           | Wohn- und Geschäftshaus                                                       | Zweigeschossiger Satteldachbau mit verputztem Fachwerkgiebel und Bäckerzeichen, „1804“ (bezeichnet), im Kern wohl 18. Jahrhundert | D-7-79-197-89  | Wohn- und Geschäftshaus                                     |
| Schloßstraße 1 (Standort)                         | Schloss                                                                       | Umfangreiche Anlage im Norden der Altstadt mit überbauten Teilen der mittelalterlichen Stadtbefestigung, im östlichen Teil als Vierflügelanlage einen Hof umschließend, sämtliche Gebäudeteile mit Ausstattung - Neues Schloss, dreigeschossiger Satteldachbau mit Eckrustika im Erdgeschoss, Ecklisenen darüber, profilierten Geschossgesimsen, Putzrahmen mit Dreiecks- bzw. Segmentgiebeln, teils mit Büsten, um die Fenster sowie mit ädikulagerahmtem Portal im Süden, in den östlichen Achsen eine gewölbte Durchfahrt mit überbauten Resten des mittelalterlichen Oberen Tores, im Osten risalitartig vorkragendes Treppenhaus mit ädikulagerahmtem Portal, Putzrahmen und Giebeln um die Fenster sowie mit Stichbogenblenden im durch ein Profilgesims abgesetztem Obergeschoss, von Karl Engel nach Plänen von Mathias Weiß, 1679 ff., Treppenhaus 1686 f., 1851 Walmdach durch Satteldach ersetzt und die Giebel aufgemauert - Fremdbau, dreigeschossiger Satteldachbau mit zwei Tordurchfahrten, im Kern 1537 - Stall- und Wirtschaftsflügel, dreigeschossiger Satteldachbau mit Schweifgiebeln, Gurt- und Geschossgesimsen sowie mit ädikulagerahmtem Portal zum Hof, 1718 f. - Wirtschaftsgebäude und Remise, erdgeschossiger, dreiflügliger Baukörper mit teils abgewalmtem Satteldach, gequaderten (Eck-)Lisenen, und aufgeputzten Kragsteinen über den Eingängen und Toren, 1835 f. - Brunnen, im geschweift oktogonalen Becken auf reich verziertem Volutensockel eine hohe Pyramide mit Engelsfiguren und der Darstellung der Maria vom Siege, von Johann Mayer, 1720 ff. - Ehemalige Orangerie, jetzt Wohngebäude, erdgeschossiger Bau mit Mansardwalmdach und übergiebelten Mittelrisaliten, Francesco Gabrieli, 1726, nach Norden erweitert - Hofgarten, frühes 18. Jahrhundert, Mitte 19. Jahrhundert im englischen Stil umgestaltet - Steinfiguren, Zwergengruppe, ehemals im Schlosspark in Hochaltingen, frühes 18. Jahrhundert, im Südteil Herkules, ehemals im Hof des alten Schlosses, Johann Jakob Sommer, um 1678 - Gartenmauer, Umfriedung des Schlossparks, im Kern 18. Jahrhundert, mit späteren Veränderungen und Ergänzungen | D-7-79-197-91  | weitere Bilder                                              |
| Schloßstraße 2 (Standort)                         | Ehemals Kornspeicher                                                          | Zweigeschossiger Satteldachbau mit Aufzugsgaube, Dachladen, Eckquaderung, Bandgesimsen, gerahmten Fensteröffnungen, mit überbautem Teilstück der mittelalterlichen Stadtmauer, 1851 | D-7-79-197-92  | weitere Bilder                                              |
| Schloßstraße 3 (Standort)                         | Evangelisch-lutherische Stadtpfarrkirche St. Jakob                            | Tonnengewölbter Saalbau mit eingezogenem, dreiseitig geschlossenem Chor, kurzem seitenschiffartigen Anbau im Norden, Turm im nördlichen Chorwinkel, Sakristei im südlichen, polygonalen Treppentürmen gegen Westen und Vorzeichen im Süden, 1312 ff., Turmuntergeschosse „1461“ (bezeichnet), 1494 Annexbau im Norden wohl unter Einbeziehung der wohl um 1460 errichteten Annakapelle, 1565 Turmoktogon und Haube, 1654 Neubau der Treppentürme, des südlichen Vorzeichen und der Sakristei, 1680 f. Barockisierung, 1904 Erneuerung der Treppentürme; mit Ausstattung | D-7-79-197-93  | weitere Bilder                                              |
| Schloßstraße 5 (Standort)                         | Ehemalige Lateinschule, jetzt Volkshochschule und Seniorenzentrum             | Zweigeschossiger Satteldachbau mit geschweiften Segmentgiebeln, wenig vortretenden, übergiebelten Mittelrisaliten, mit Lisenen flankierten Portalen, Trauf- und Giebelgesimsen sowie reichen Architekturmalereien, Johann Christian Lüttich, „1724“ (bezeichnet) | D-7-79-197-95  | weitere Bilder                                              |
| Schloßstraße 7 (Standort)                         | Ehemaliges Amtshaus                                                           | Zweigeschossiger Walmdachbau mit geschweiftem Zwerchgiebel mit Geschossgesimsen und Vasenaufsätzen, Ecklisenen, Freitreppe, ädikulagerahmtem Hausteinportal und frühklassizistischem Geländer, mit schmalem Gebäudeflügel nach Osten, letztes Viertel 18. Jahrhundert | D-7-79-197-97  | weitere Bilder                                              |
| Schloßstraße 9 (Standort)                         | Gasthof                                                                       | Zweigeschossiger Satteldachbau mit geschweiftem Giebel mit Giebelgesimsen, Obergeschoss an den Längsseiten in verputztem Fachwerk und Ausleger, erste Hälfte 18. Jahrhundert | D-7-79-197-98  | weitere Bilder                                              |
| Schloßstraße 10 (Standort)                        | Wohn- und Geschäftshaus                                                       | Zweigeschossiger Satteldachbau mit viergeschossigem Giebel, polygonalen Eckerkern, kräftig profiliertem Gesims und Hausteinportal, zweite Hälfte 17. Jahrhundert | D-7-79-197-99  | weitere Bilder                                              |
| Schloßstraße 11 (Standort)                        | Wohn- und Geschäftshaus                                                       | Zweigeschossiger Satteldachbau mit Schweifgiebel und Ecklisenen, Obergeschoss an den Längsseiten wohl in verputztem Fachwerk, erste Hälfte 18. Jahrhundert | D-7-79-197-100 | weitere Bilder                                              |
| Schloßstraße 12 (Standort)                        | Wohn- und Geschäftshaus                                                       | Zweigeschossiger Satteldachbau mit Schweifgiebel, Trauf- und Giebelgesimsen sowie mit ornamentaler Fassadenmalerei, Mitte 18. Jahrhundert | D-7-79-197-101 | weitere Bilder                                              |
| Schloßstraße 13 (Standort)                        | Wohn- und Geschäftshaus                                                       | Zweigeschossiger Satteldachbau mit Schweifgiebel, erste Hälfte 18. Jahrhundert | D-7-79-197-102 | weitere Bilder                                              |
| Schloßstraße 15 (Standort)                        | Wohnhaus                                                                      | Zweigeschossiger Satteldachbau mit geschweiftem Zwerchgiebel, vorkragenden, im Süden verputzten Fachwerkgiebeln, Halbwalmdach im Norden, Hausteinportal und gemauertem Sockel für ein Storchennest, im Kern vielleicht 15. Jahrhundert, letztes Viertel 16. Jahrhundert, Barockisierung 18. Jahrhundert Anbau, querstehend und zweigeschossig mit Satteldach, Krangaube in Fachwerk sowie Giebelgesims, „1584“ (bezeichnet) | D-7-79-197-103 | weitere Bilder                                              |
| Schloßstraße 17 (Standort)                        | Wohn- und Geschäftshaus                                                       | Zweigeschossiger Satteldachbau mit Schweifgiebel und Putzgliederung, in Formen des barockisierenden Jugendstils, „1911“ (bezeichnet) | D-7-79-197-104 | weitere Bilder                                              |
| Schloßstraße 18, 20, 22 (Standort)                | Wohn- und Geschäftshaus                                                       | Doppelhaus, zweigeschossiger Satteldachbau mit Fachwerkgiebel, zweite Hälfte 18. Jahrhundert | D-7-79-197-106 | weitere Bilder                                              |
| Schloßstraße 19 (Standort)                        | Wohn- und Geschäftshaus                                                       | Zweigeschossiger Satteldachbau mit Geschossgesimsen und dreigeschossigem Giebel, im Kern 16. Jahrhundert, Anbau wohl ebenfalls wenigstens 18. Jahrhundert | D-7-79-197-105 | weitere Bilder                                              |
| Schloßstraße 21 (Standort)                        | Wohn- und Geschäftshaus                                                       | Zweigeschossiger Satteldachbau mit geschweiftem Volutengiebel, Geschossgesimsen und Lisenengliederung, erstes Drittel 18. Jahrhundert, im 19. Jahrhundert rückseitig erweitert | D-7-79-197-107 | weitere Bilder                                              |
| Schloßstraße 23 (Standort)                        | Wohn- und Geschäftshaus                                                       | Zweigeschossiger Satteldachbau mit geschweiftem Volutengiebel, Geschossgesimsen und Lisenengliederung, erstes Drittel 18. Jahrhundert, im 19. Jahrhundert rückseitig erweitert | D-7-79-197-108 | weitere Bilder                                              |
| Schloßstraße 24 (Standort)                        | Wohn- und Geschäftshaus                                                       | Ehemaliges Doppelhaus, zweigeschossiger Satteldachbau mit Ober- und Giebelgeschoss in teils offenem Fachwerk, erste Hälfte 18. Jahrhundert | D-7-79-197-109 | weitere Bilder                                              |
| Schloßstraße 25 (Standort)                        | Wohn- und Geschäftshaus                                                       | Zweigeschossiger Satteldachbau mit Schweifgiebel, Trauf- und Giebelgesims sowie profilierten Fenstersohlbänken, frühes 18. Jahrhundert | D-7-79-197-110 | weitere Bilder                                              |
| Schloßstraße 26 (Standort)                        | Wohn- und Geschäftshaus                                                       | Zweigeschossiger Satteldachbau mit konstruktivem Fachwerk in Ober- und Giebelgeschossen, 18./19. Jahrhundert | D-7-79-197-111 | weitere Bilder                                              |
| Schloßstraße 27 (Standort)                        | Wohn- und Geschäftshaus                                                       | Zweigeschossiger Satteldachbau mit Schweifgiebel und Giebelaufsatz sowie mit kräftig profilierten Geschossgesimsen und Segmentgiebeln, Ende 17. Jahrhundert | D-7-79-197-112 | weitere Bilder                                              |
| Schloßstraße 28 (Standort)                        | Wohn- und Geschäftshaus                                                       | Zweigeschossiger Satteldachbau mit offenem Fachwerk an der Straßenfront, 16./17. Jahrhundert | D-7-79-197-113 | weitere Bilder                                              |
| Schloßstraße 29 (Standort)                        | Wohn- und Geschäftshaus                                                       | Zweigeschossiger Walmdachbau mit Ecklisenen, wenig vorkragendem, dreigeschossigem Mittelrisalit mit Schweifgiebel, Vasenaufsätzen, Lisenengliederung und Geschossgesimsen sowie mit Freitreppe und aufgeputzten Fenster- wie Portalrahmungen, im Kern wohl 1512, gegen Ende 18. Jahrhundert barockisiert | D-7-79-197-114 | weitere Bilder                                              |
| Schloßstraße 30 (Standort)                        | Wohn- und Geschäftshaus                                                       | Dreigeschossiger Walmdachbau mit an der Straßenfront offenem Fachwerk in den Obergeschossen, Mitte 18. Jahrhundert | D-7-79-197-115 | weitere Bilder                                              |
| Schloßstraße 31 (Standort)                        | Wohn- und Geschäftshaus                                                       | Zweigeschossiger Satteldachbau mit Schweifgiebel und Geschossgesimsen, erstes Drittel 18. Jahrhundert | D-7-79-197-116 | weitere Bilder                                              |
| Schloßstraße 33 (Standort)                        | Ehemaliges Gasthaus                                                           | Zweigeschossiger Satteldachbau mit Schweifgiebel und Bandgesims, erste Hälfte 18. Jahrhundert | D-7-79-197-117 | weitere Bilder                                              |
| Schloßstraße 34 (Standort)                        | Gasthof                                                                       | Dreigeschossiger Satteldachbau mit vorkragenden Ober- und Giebelgeschossen in Fachwerk, 1494 (dendrochronologisch datiert); rückseitig angebauter, erdgeschossiger Saalbau mit Treppengiebel und Dachreiter in Zollbauweise, um 1920/30 | D-7-79-197-118 | weitere Bilder                                              |
| Schloßstraße 35 (Standort)                        | Wohn- und Geschäftshaus                                                       | Dreigeschossiger Satteldachbau mit stichbogiger Durchfahrt, Giebelgesims und Kranbalken, im Kern 17./18. Jahrhundert, in der zeiten Hälfte 19. Jahrhundert verändert | D-7-79-197-119 | weitere Bilder                                              |
| Schloßstraße 36 (Standort)                        | Rathaus                                                                       | Dreigeschossiger Satteldachbau mit gemauertem Erdgeschoss, jeweils vorkragenden Ober- und Giebelgeschossen in Fachwerk mit teils geschnitzten Eckständern sowie übergiebeltem Zwerchhaus mit Kranbalken und Dachreiter, „1431“ (bezeichnet), Obergeschosse um 1480 | D-7-79-197-120 | weitere Bilder                                              |
| Schloßstraße 38 (Standort)                        | Ehemaliges Rathgeberhaus, jetzt Teil des Rathauses                            | Zweigeschossiger Satteldachbau mit Ober- und Giebelgeschoss in Fachwerk mit geschnitzten Eckpfosten und echter Mannfigur sowie mit Kranbalken, Ende 17. Jahrhundert, moderner Verbindungsgang zum Rathaus, vor allem im Erdgeschoss stark verändert | D-7-79-197-121 | Ehemaliges Rathgeberhaus, jetzt Teil des Rathauses          |
| Schloßstraße 39 (Standort)                        | Wohn- und Geschäftshaus                                                       | Zweigeschossiger Satteldachbau mit Schweifgiebel, 18. Jahrhundert | D-7-79-197-122 | weitere Bilder                                              |
| Schloßstraße 40 (Standort)                        | Wohn- und Geschäftshaus                                                       | Zweigeschossiger Bau mit Schopfwalmdach, aufgeputzten Architekturgliedern und Ornamenten sowie mit offenen Arkaden im Erdgeschoss, im Kern wohl 18. Jahrhundert, um 1830 umgestaltet, im 20. Jahrhundert überformt | D-7-79-197-123 | weitere Bilder                                              |
| Schloßstraße 41 (Standort)                        | Ehemalige Poststation, Wohn- und Geschäftshaus                                | Dreigeschossiger Satteldachbau mit Schweifgiebel, polygonalem Eckerker über Eckarkaden, Putzrustika im Erdgeschoss, Eckquaderung in den Obergeschossen sowie mit Band- und Giebelgesimsen, im Kern wohl „1739“ (bezeichnet), Fassaden im frühen 20. Jahrhundert verändert | D-7-79-197-124 | weitere Bilder                                              |
| Schloßstraße 42 (Standort)                        | Wohn- und Geschäftshaus                                                       | Zweigeschossiger Satteldachbau, Obergeschoss und Giebel in Fachwerk, zweite Hälfte 17. Jahrhundert | D-7-79-197-125 | weitere Bilder                                              |
| Schloßstraße 43 (Standort)                        | Wohn- und Geschäftshaus                                                       | Doppelhaus, zweigeschossiger Satteldachbau mit verputztem Fachwerk, im Kern 16. Jahrhundert | D-7-79-197-126 | weitere Bilder                                              |
| Schloßstraße 46 (Standort)                        | Wohn- und Geschäftshaus                                                       | Zweigeschossiger Satteldachbau mit Ober- und Giebelgeschoss in Fachwerk mit echter Mannfigur, viertes Viertel 16. Jahrhundert | D-7-79-197-127 | weitere Bilder                                              |
| Schloßstraße 51 (Standort)                        | Gasthof                                                                       | Zweigeschossiger Satteldachbau mit Schweifgiebel, Putzrustika im Erdgeschoss und Gesimsgliederung, zweite Hälfte 17. Jahrhundert, im 19. Jahrhundert nördlich erweitert mit Torbogen | D-7-79-197-128 | weitere Bilder                                              |
| Sonnengasse 10 (Standort)                         | Wohn- und Geschäftshaus                                                       | Zweigeschossiger Satteldachbau mit Putzrustika im Erdgeschoss und an den Ecken, Gesimsgliederung und Zahnschnittfries unter der Traufe, um 1860 | D-7-79-197-130 | Wohn- und Geschäftshaus                                     |
| Zwinger 2 (Standort)                              | Wohnhaus                                                                      | Dreigeschossiger Satteldachbau mit Schweifgiebel, Zwerchhaus im Süden und vorkragendem Vorbau im Nordosten, wohl erste Hälfte 18. Jahrhundert | D-7-79-197-131 | Wohnhaus                                                    |
| Zwinger 3 (Standort)                              | Stadel                                                                        | Erdgeschossiger Satteldachbau mit unverputztem Fachwerk an der Giebelseite, 19. Jahrhundert | D-7-79-197-132 | Stadel                                                      |
| Zwinger 7 (Standort)                              | Wohn- und Geschäftshaus                                                       | Zweigeschossiger Satteldachbau mit Schweifgiebel, Giebelgesimsen und -aufsätzen, Ende 18. Jahrhundert | D-7-79-197-133 | weitere Bilder                                              |
| Zwinger 9 (Standort)                              | Wohn- und Geschäftshaus                                                       | Zweigeschossiger Satteldachbau mit gemauertem Erdgeschoss und Fachwerk mit aufgebretterter Figuration in Ober- und Giebelgeschoss, zweite Hälfte 18. Jahrhundert | D-7-79-197-134 | weitere Bilder                                              |
| Zwinger 11 (Standort)                             | Wohnhaus                                                                      | Viergeschossiger Satteldachbau auf unregelmäßigem Grundriss in teils verputztem Fachwerk, im Kern erste Hälfte 16. Jahrhundert | D-7-79-197-135 | weitere Bilder                                              |
| Zwinger 15 (Standort)                             | Wohn- und Geschäftshaus                                                       | Zweigeschossiger Satteldachbau mit vorkragendem Ober- und Giebelgeschoss in verputztem Fachwerk und gewalmtem Anbau sowie erdgeschossigem Satteldachanbau im Norden, 16./17. Jahrhundert | D-7-79-197-137 | weitere Bilder                                              |

### Breitenlohe
| Lage                      | Objekt                                             | Beschreibung | Akten-Nr.      | Bild |
| ------------------------- | -------------------------------------------------- | --- | -------------- | ---- |
| In Breitenlohe (Standort) | Katholische Kapelle zur Schmerzhaften Muttergottes | Oktogonaler Zentralbau mit kräftig profiliertem Traufgesims, Zeltdach und Zwiebelhaube über hoher Laterne, von Johann Heinrich Deffner, 1710; mit Ausstattung | D-7-79-197-140 | BW   |

### Heuberg
| Lage                           | Objekt                                               | Beschreibung | Akten-Nr.               | Bild           |
| ------------------------------ | ---------------------------------------------------- | --- | ----------------------- | -------------- |
| Flugplatzsiedlung 7 (Standort) | Platzlandwirtschaft des Flugplatzes Heuberg          | ehemaliges Wohnhaus des Platzlandwirts, erdgeschossiger Satteldachbau; große Wagenhalle, erdgeschossiger Halbwalmdachbau; Nebengebäude, erdgeschossiger Satteldachbau mit Stichbogenöffnungen; Nebengebäude, langgestreckter, eingeschossiger Satteldachbau, teils verputzt, teils holzverschalt; 1935/36; Splitterschutzzelle, Stahlbetonkorpus mit Sehschlitzen und Kegeldach, um 1941                                                                                            | D-7-79-197-219          | weitere Bilder |
| Kirchplatz 1 (Standort)        | Evangelisch-lutherische Pfarrkirche St. Bartholomäus | Gotische Chorturmkirche, Saalbau mit eingezogenem Rechteckchor im Erdgeschoss des Turms, Sakristeianbau im nördlichen Turmwinkel und Kanzelaufgang ebenfalls im Norden, Schiff und Turm um 1323 (dendrochronologisch datiert), 1453 (dendrochronologisch datiert) und 1624 (dendrochronologisch datiert) umgestaltet, Sakristeianbau um 1500; mit Ausstattung Friedhofsmauer, ehemals befestigte Anlage, im Kern wohl 14. Jahrhundert, im 19./20. Jahrhundert nach Norden erweitert | D-7-79-197-141          | weitere Bilder |
| Kirchplatz 2 (Standort)        | Ehemalige Schule                                     | stattlicher zweigeschossiger giebelständiger Satteldachbau, 1876 | D-7-79-197-216 Wikidata | weitere Bilder |

### Lehmingen
| Lage                        | Objekt                                    | Beschreibung | Akten-Nr.      | Bild                                |
| --------------------------- | ----------------------------------------- | --- | -------------- | ----------------------------------- |
| Lehmingen 35, 50 (Standort) | Evangelisch-lutherische Kirche St. Martin | Saalbau mit eingezogenem Rechteckchor im Turm, im Kern gotische Chorturmkirche, Turmunterbau Anfang 15. Jahrhundert, Saalraum im Markgrafenstil in der Art Johann David Steingrubers 1791, Sakristeianbau wohl 1937; mit Ausstattung Friedhofsmauer, wohl 15. Jahrhundert Kirchhof, ehemaliger Friedhof, 15. Jahrhundert | D-7-79-197-142 | weitere Bilder                      |
| Lehmingen 41 (Standort)     | Wohnhaus                                  | Zweigeschossiger Satteldachbau mit Hofeinfahrt, ehemals Nebengebäude zum Gasthof, im Kern 18. Jahrhundert, 1880 (bezeichnet) mit diesem durch den Zwischenbau mit Einfahrt verbunden | D-7-79-197-143 | Wohnhaus                            |
| Lehmingen 42 (Standort)     | Ehemaliges Gasthaus, jetzt Wohnhaus       | Zweigeschossiger Satteldachbau mit Schweifgiebel und Giebelaufsatz, 18. Jahrhundert | D-7-79-197-144 | Ehemaliges Gasthaus, jetzt Wohnhaus |

### Niederhofen
| Lage                     | Objekt                                 | Beschreibung | Akten-Nr.      | Bild                                   |
| ------------------------ | -------------------------------------- | --- | -------------- | -------------------------------------- |
| Dorfstraße 2 (Standort)  | Hofkapelle                             | Rechteckiges Gehäuse mit eingezogenem, halbrunden Schluss im Westen und rundbogiger Öffnung, wohl ausgehendes 19. Jahrhundert; mit Ausstattung                         | D-7-79-197-146 | Hofkapelle                             |
| Dorfstraße 11 (Standort) | Katholische Kapelle Zu den fünf Wunden | Saalbau mit dreiseitigem Schluss im Osten und risalitartig aus der Flucht vorkragendem Westturm mit Oktogon über dem geschweiften Westgiebel, um 1730; mit Ausstattung | D-7-79-197-145 | Katholische Kapelle Zu den fünf Wunden |

### Nittingen
| Lage                                               | Objekt                    | Beschreibung | Akten-Nr.      | Bild                      |
| -------------------------------------------------- | ------------------------- | --- | -------------- | ------------------------- |
| Wasenfeld, an der Straße nach Oettingen (Standort) | Feldkapelle               | Rechteckiges Gehäuse mit eingezogenem halbrunden Schluss, segmentbogiger Öffnung und kräftigem Trauf- wie Giebelgesims, zweite Hälfte 19. Jahrhundert | D-7-79-197-150 | weitere Bilder            |
| In Nittingen (Standort)                            | Katholische Marienkapelle | Saalbau mit eingezogenem halbrunden Schluss und Dachreiter über der Giebelfassade, Mitte 19. Jahrhundert; mit Ausstattung                             | D-7-79-197-148 | Katholische Marienkapelle |

### Siegenhofen
| Lage                               | Objekt  | Beschreibung | Akten-Nr.      | Bild    |
| ---------------------------------- | ------- | --- | -------------- | ------- |
| Dekan-Rothgangel-Straße (Standort) | Kapelle | Origineller dreiviertelrunder Bau mit korbbogiger Öffnung und auf Pilastern und Säulen ruhender, übergiebelter Vorhalle mit Zieraufsätzen, erste Hälfte 18. Jahrhundert; mit Ausstattung | D-7-79-197-151 | Kapelle |

## Ehemalige Baudenkmäler
In diesem Abschnitt sind Objekte aufgeführt, die früher einmal in der Denkmalliste eingetragen waren, jetzt aber nicht mehr. Objekte, die in anderem Zusammenhang – also z. B. als Teil eines Baudenkmals – weiter eingetragen sind, sollen hier nicht aufgeführt werden. Aktennummern in diesem Abschnitt sind ehemalige, jetzt nicht mehr gültige Aktennummern.

| Lage                                 | Objekt                 | Beschreibung                                          | Akten-Nr.     | Bild                   |
| ------------------------------------ | ---------------------- | ----------------------------------------------------- | ------------- | ---------------------- |
| Oettingen Königsstraße 31 (Standort) | Kleinhaus mit Walmdach | ehemaliges Gartenhaus, erstes Drittel 19. Jahrhundert | D-7-79-197-46 | Kleinhaus mit Walmdach |
| Oettingen Schloßstraße 4 (Standort)  | Hausfigur              | Erste Hälfte 18. Jahrhundert                          | D-7-79-197-94 | Hausfigur              |
| Oettingen Schloßstraße 6 (Standort)  | Haustafel              | Bäckerzeichen, bezeichnet mit „1824“                  | D-7-79-197-96 | Haustafel              |

## Abgegangene Baudenkmäler
In diesem Abschnitt sind Objekte aufgeführt, die früher einmal in der Denkmalliste eingetragen waren, jetzt aber nicht mehr existieren, z. B. weil sie abgebrochen wurden. Aktennummern in diesem Abschnitt sind ehemalige, jetzt nicht mehr gültige Aktennummern.

| Lage                               | Objekt                          | Beschreibung | Akten-Nr.     | Bild                            |
| ---------------------------------- | ------------------------------- | --- | ------------- | ------------------------------- |
| Oettingen Bleichgasse 7 (Standort) | Wohnhaus, ehemaliges Bauernhaus | Zweigeschossiger Satteldachbau mit Schweifgiebel und aufgeputzter Eckrustika, zweite Hälfte 18. Jahrhundert abgebrochen          | D-7-79-197-9  | Wohnhaus, ehemaliges Bauernhaus |
| Oettingen Hadergasse 14 (Standort) | Wohnhaus                        | Mit Satteldach und rückwärts offenem Mauerwerk, Mitte 18. Jahrhundert                                                            | D-7-79-197-17 | Wohnhaus                        |
| Oettingen Manggasse 10 (Standort)  | Traufseithaus                   | Zum Teil in verputztem Fachwerk, mit vorkragendem Giebel und Halbwalmdach, im Kern erste Hälfte 16. Jahrhundert 2009 abgebrochen | D-7-79-197-65 | Traufseithaus                   |